# St-Pierre (Le Dorat)

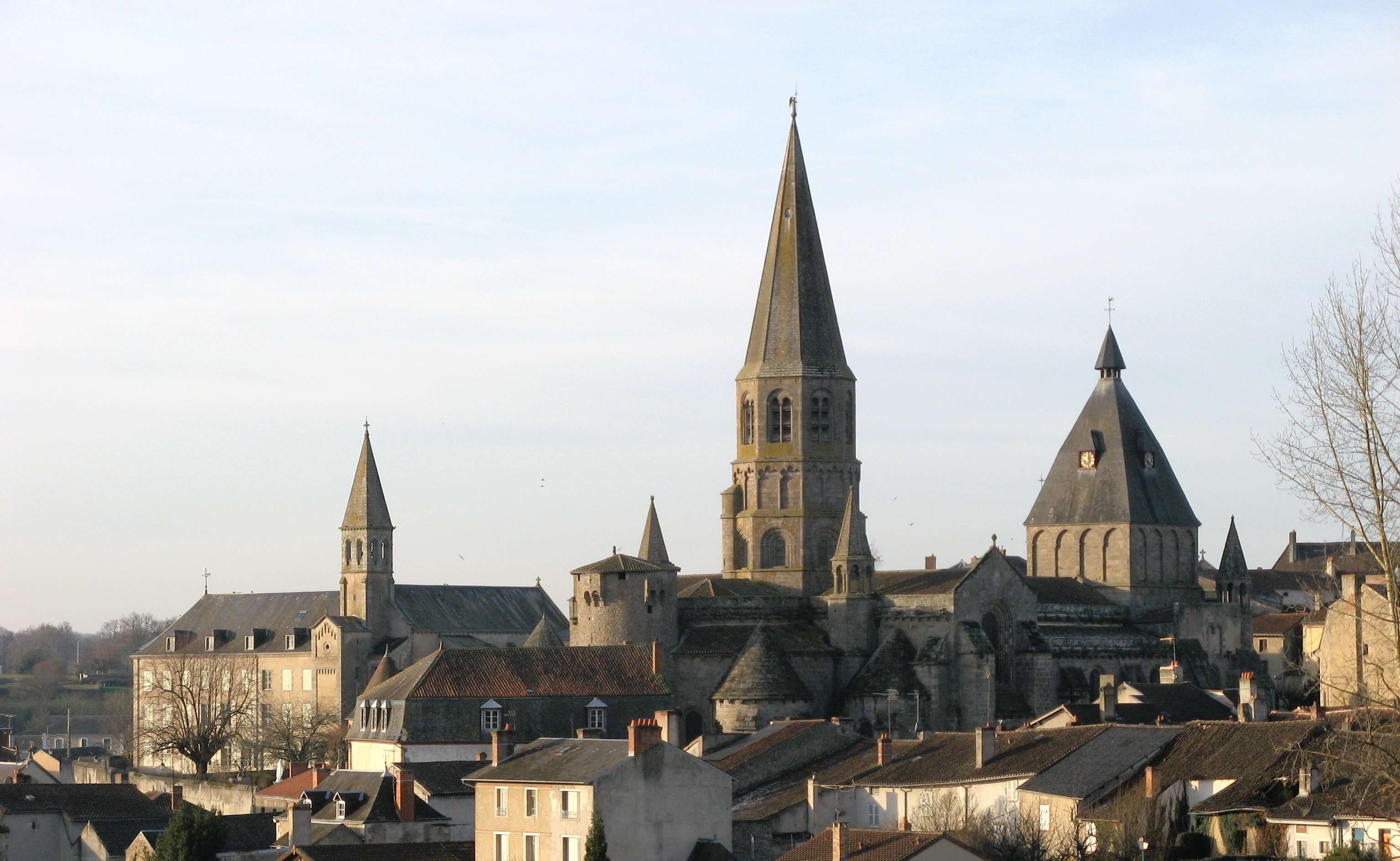
Panorama von NO

Die Stiftskirche St-Pierre ist eine mittelalterliche Kirche inmitten der französischen Stadt Le Dorat im Département Haute-Vienne, in der Région Nouvelle-Aquitaine, 12 km nördlich von Bellac, 48 km nordwestlich von Limoges und 76 km südöstlich von Poitiers.
Die Stiftskirche wird in Kunst-Reiseführern zu den schönsten romanischen Kirchen im Limousin gerechnet. Sie wurde im Wesentlichen im Laufe des 12. Jahrhunderts aus grauem Granit erbaut. Ihr Grundriss steht auf einem lateinischen Kreuz. Sie ist ein geräumiges aber im Innern besonders dunkles Bauwerk, vor allem sein Mittelschiff ohne Obergadendurchfensterung. Bei der äußeren Erscheinung fallen die im 15. Jahrhundert errichteten, überwiegend noch intakten wehrtechnischen Befestigungseinrichtungen auf, wie etwa der Wehrturm über der östlichen Scheitelkapelle und die Wehrattiken über den Dachtraufen und auf den Seiten des westlichen Uhrenturms. Durch sie erhielt das Bauwerk seinen ungewöhnlich massiv wirkenden Charakter. Es wurde im Jahr 1846 unter Denkmalschutz gestellt.
Auf einem in der Kirche ausgehängten älteren Informationsblatt wird die Kirche Collégiale St-Pierre-aux-Liens genannt. Das bedeutet so viel wie Stiftskirche Sankt Peter in Ketten und soll auf die Inhaftierung der Apostel Petrus und Paulus vor ihrer Hinrichtung hinweisen.

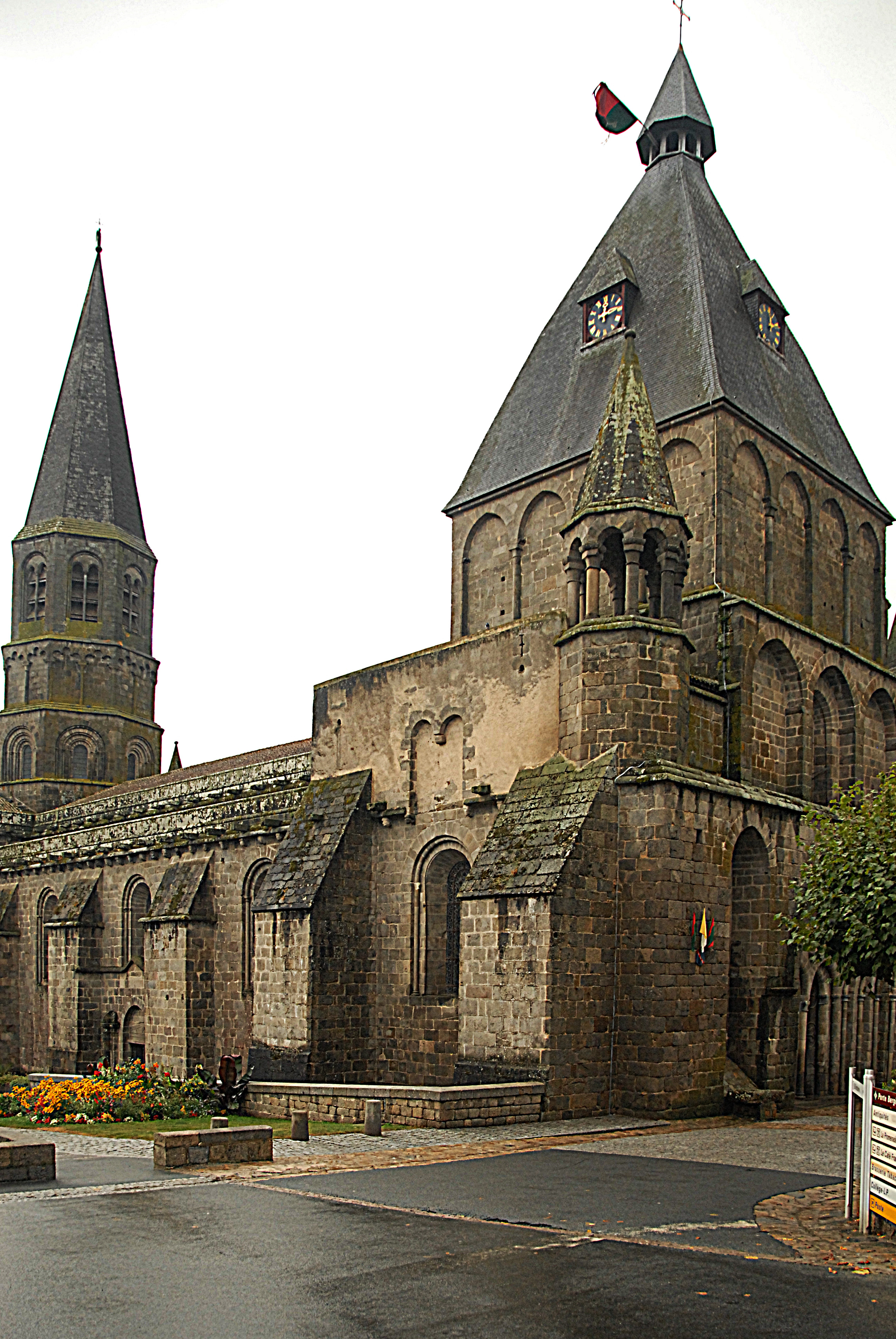
Uhrenturm, Langhaus und Glockenturm von NW

## Historisches
Im Jahr 866 wurden Kirche und Klostergebäude des ehemaligen Scotorum von den Normannen geplündert und niedergebrannt. Ihren Namen erhielt die Siedlung von den schottischen Missionaren, die als ihre Gründer gelten. Aus dieser oder einer der anderen Vorgängerbauten der heutigen Stiftskirche stammt wohl das große karolingische Taufbecken im zweiten Mittelschiffjoch, in dem wahrscheinlich noch die Erwachsenentaufe praktiziert wurde.
950 errichteten oder rekonstruierten sie dort wieder eine Kirche, die sie Saint Michel (Erzengel Michael) widmeten.
Um 980 richtete Boson I. le Vieux (der Alte) (958–988), der erste Earl (Graf) der Marche und Graf vom Périgord, in der Nähe von St-Michel ein Kollegiatstift von Le Dorat mit 20 Kanonikern ein, und baute ihnen eine Kapelle, die dem Hl. Petrus geweiht war. Unter ihren Nachfolgern waren die Mönche Israël (950–1014), aus einer adeligen Familie von Le Dorat und sein Schüler Theobald (990–1070), aus einer angesehenen Familie eines Landwirts in Nähe der Stadt, die beide wegen ihrer Zuwendungen zu Bedürftigen und den Heilungen und Wundern an ihrer Grabstelle später zu den Schutzheiligen von Le Dorat ernannt wurden.
1013 wurde von den Einwohnern von Magnac-Laval (6 km westlich von Le Dorat) an der Stiftskirche ein neuer Brand gelegt, befehligt von Stephan de Muret, Baron de Magnac, während eines Krieges zwischen Comte Bernard (Graf) de la Marche (1010–1041) und Hughues V. (Hugo) de Lusignan († 1060).
1063 wurde die daraufhin neu errichtete Stiftskirche eingeweiht, die bereits 17 Jahre später im Jahr 1080 wieder eingeäschert wurde.
Gegen Ende des 11. Jahrhunderts setzten die Pilgerfahrten nach Santiago de Compostela in Nordspanien ein. Ihre große Blütezeit fand in der ersten Hälfte des 12. Jahrhunderts statt, in der die Pilger jährlich zu Hunderttausenden nach Süden zogen. So formierte sich der Jakobsweg in Frankreich, aus vier Hauptrouten, begleitet von einem Netz zahlreicher Nebenrouten. An diesen Wegen entstanden zahlreiche neue Kirchen, Klöster, Hospize, Herbergen und Friedhöfe, und vorhandene Einrichtungen wurden den neuen Anforderungen entsprechend erweitert. Man brauchte für eine Pilgerkirche vor allem große Bewegungsflächen für die zahlreichen Pilger, wie Chorumgänge und Seitenschiffe, sowie möglichst viele Kapellen, zur Präsentation von Reliquien und deren Verehrung.

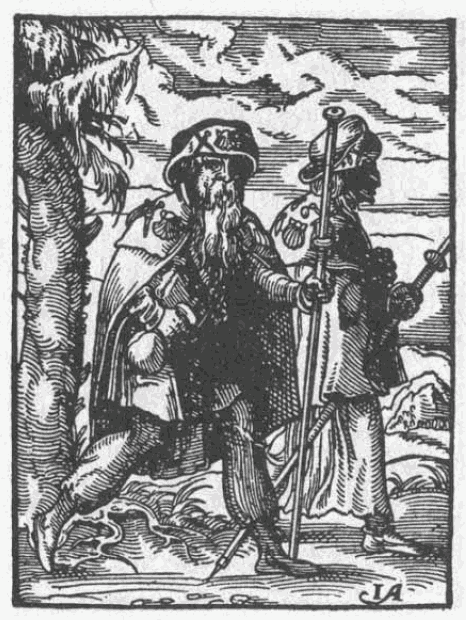
Jakobspilger, Holzschnitt von 1568

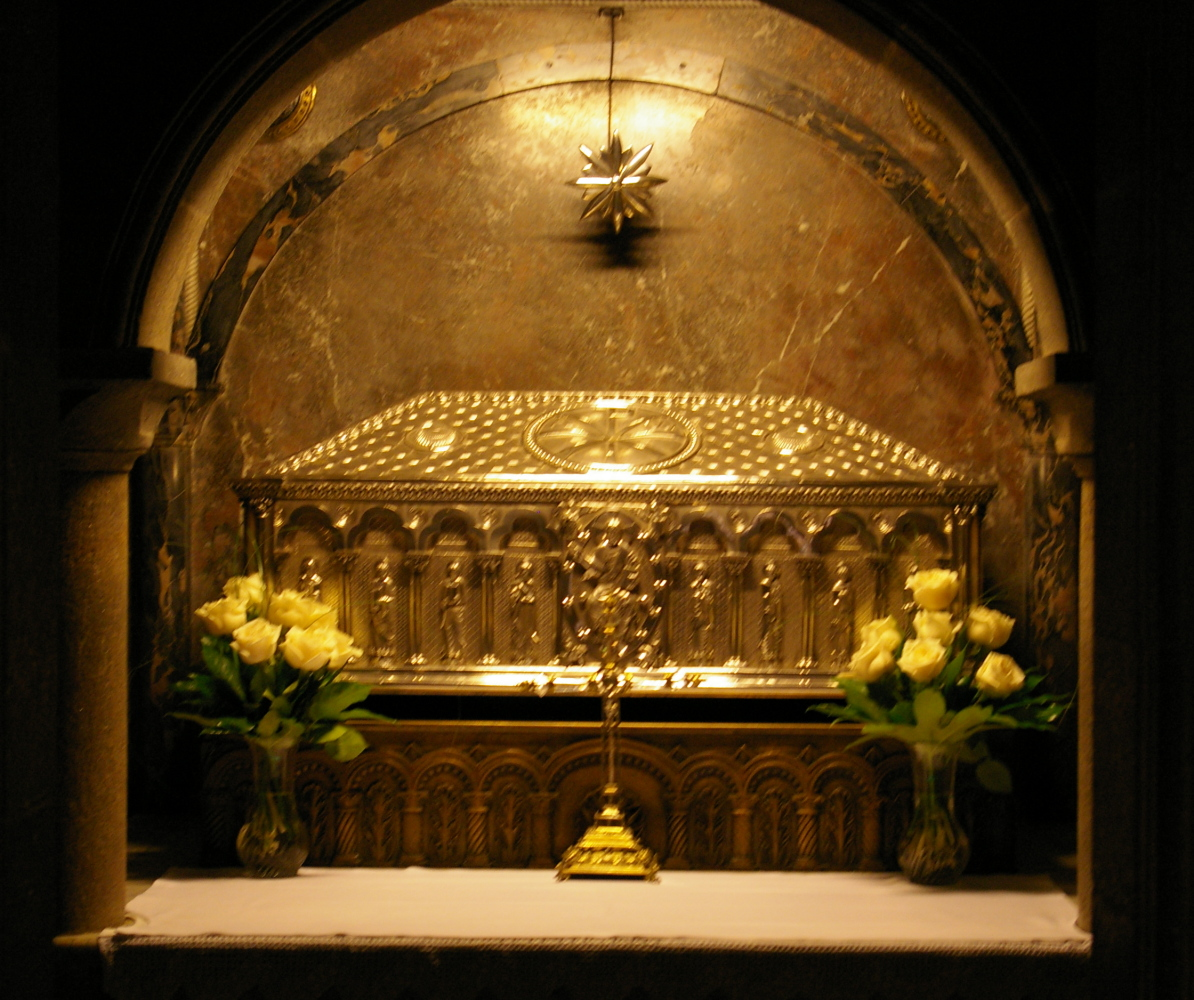
Jakobsgrab, Santiago-de-Compostela

Le Dorat befand sich in der Nähe eines der Nebenwege zwischen den beiden Hauptrouten Via Touronensis und Via Lemovicensis, etwa zwischen Poitiers und Limoges, und sein Stift wollte natürlich auch an den Spenden der Jakobspilger teilhaben. Dazu war allerdings der Neubau einer großen Pilgerkirche erforderlich.
Im Jahr 1107 folgte noch ein heftiger Konflikt zwischen dem Kapitel von Le Dorat und der Comtesse Almodis de la Marche (1079/1132 bezeugt).
Im Jahr 1112 begannen die Kanoniker des Stifts mit der Errichtung der heute bekannten Stiftskirche St-Pierre. Die erste Ausführungskampagne umfasste das gesamte Chorhaupt mit drei Radialkapellen und den beiden Querhauskapellen. Vermutlich gehörte dazu auch die vorherige Erbauung der großen Krypta unter dem Chorhaupt, die der St-Anne geweiht war. In den französischen Quellen findet sich ein Hinweis, dass mit dem Bau der Krypta bereits im späten 11. Jahrhundert begonnen worden sein soll.
Am 27. Januar 1130, etwa mit Fertigstellung dieses ersten Abschnitts, hat man die Gebeine des Hl. Israel und des Hl. Theobald aus ihren Grabstätten erhoben und mit einer Prozession in den neuen Chor der künftigen Stiftskirche überführt. Ihre Reliquien wurden zur Verehrung durch die Gläubigen auf dem Altar ausgestellt. Schließlich brachte man sie in die Krypta, wo sie in zwei Grabmale aus Granit gelegt wurden, die von einem Steinmetz namens Legros geschaffen worden sind. Der Chor und die Krypta wurden ihnen als Schutzpatrone von Le Dorat gewidmet.
Jeweils mit Fertigstellung eines der vier Ausführungsabschnitte hat man diesen auf seiner Westseite provisorisch verschlossen, um ihn der stetig anwachsenden Pilgerschar zu Gottesdiensten und zur Verehrung von Reliquien zugänglich zu machen und ihn abschnittsweise nach Westen zu erweitern.
Gegen 1130 begann die zweite Ausführungskampagne, die das Querhaus, mit der Vierung und den beiden Querhausarmen, und das fünfte Joch des Langhauses umfasste. Der Vierungsglockenturm konnte erst zu Beginn des 13. Jahrhunderts fertiggestellt werden, möglicherweise schon mit dem spitzen gotischen Helm.
Gegen 1145 begann man mit der dritten Ausführungskampagne, und zwar mit Teilen des ersten Jochs und den Jochen zwei und drei des Langhauses, die um 1160 in die vierte Ausführungskampagne überging, in der das erste Joch des Langhauses fertiggestellt, der Turm des Westwerks und die Fassade erbaut wurden.
Im Jahr 1170 erfolgte, nach einer Bauzeit von knapp sechzig Jahren, die Einweihung der neuen Stiftskirche St-Pierre du Dorat.
Es ist davon auszugehen, dass die ursprünglich kleineren Konventsgebäude der Vorgängerkirchen im Zuge des Neubaus der Stiftkirche auf deren Südseite deutlich erweitert oder gar gänzlich neu und umfangreicher erbaut worden sind. Das gilt auch für Räumlichkeiten zur Betreuung der Jakobspilger.

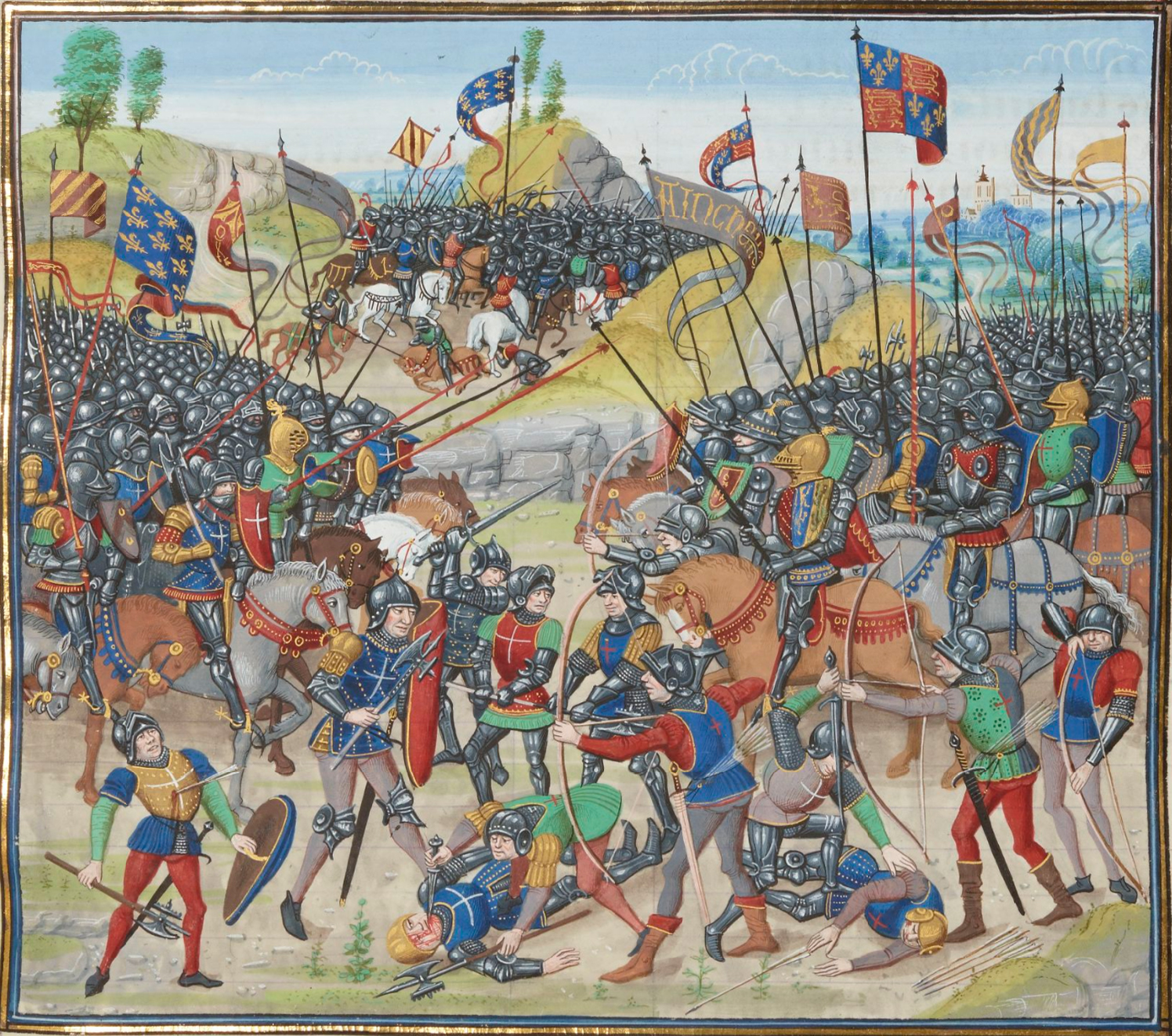
Hundertjähriger Krieg, Zeitgenössische Miniatur der Schlacht von Auray (1364)

Als nach Mitte des 12. Jahrhunderts die Streitereien zwischen Frankreich und England um Aquitanien begannen, gingen die Pilgerbewegungen zurück. Die späteren Kriege des 13./15. Jahrhunderts, wie etwa der Hundertjährige Krieg (1339–1453), brachten einen dramatischen Einbruch und führte zu nahezu völligen Erliegen der Pilgerströme nach Spanien. Dementsprechend konnte das Kapitel von St-Pierre nach Fertigstellung seiner großen Pilgerkirche nicht mehr lange an den Spendeneinnahmen von Jakobspilgern teilhaben.
In den folgenden Jahren wurde Le Dorat immer wieder von kriegerischen Überfällen heimgesucht und wechselte oftmals die Fronten der streitenden Parteien, mal in Hand der Franzosen, mal in der der Engländer.

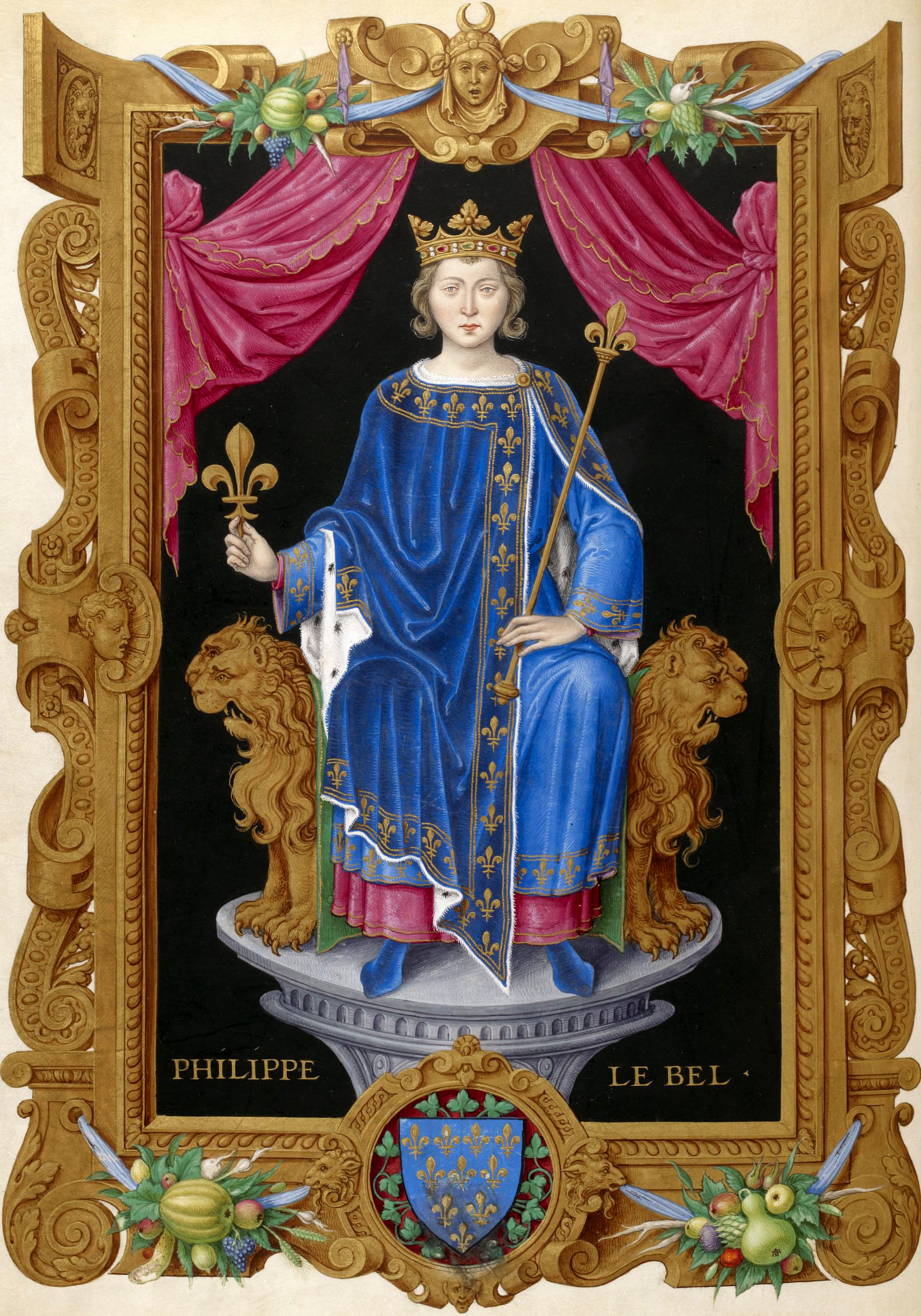
Philippe IV. le Bel

In diesen Zeiten besaß Le Dorat lediglich hölzernen Festungseinrichtungen aus Palisaden und Schranken, die im Laufe der Jahre verschiedene Änderungen erfuhren.
So wurden sie im Jahr 1298 von Hugo de Lusignan (1270–1303), Graf der Marche, zerstört und kurz danach auf Veranlassung von Philippe IV. le Bel (der Schöne) (1268–1314), ein König von Frankreich, wieder errichtet.

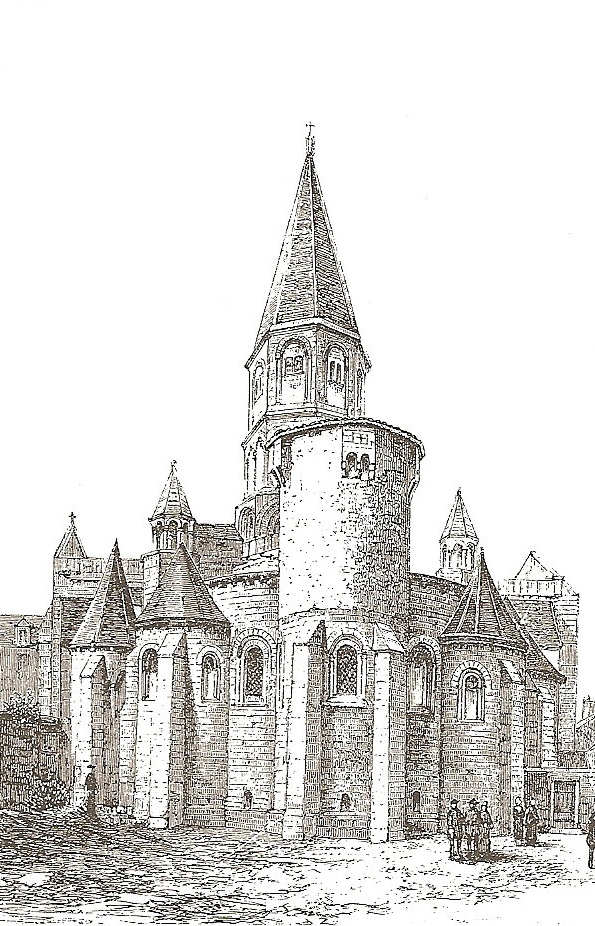
Ansicht von O, Grafik 19. Jh.

Im Jahr 1424 verpflichtete sich der Abt William de Dorat, „der Einsiedler“, in der Stadt massive steinerne Befestigungsanlagen zu errichten, um Abtei und Stadt vor neuen Invasionen zu schützen. Die Kirchen St-Michael und St-Peter wurden in das Festungssystem einbezogen. Die Arbeiten an den Verteidigungseinrichtungen dauerten von etwa 1420 bis 1431. Davon zeugen heute noch etliche wehrtechnische Um- und Aufbauten an der Stiftskirche.

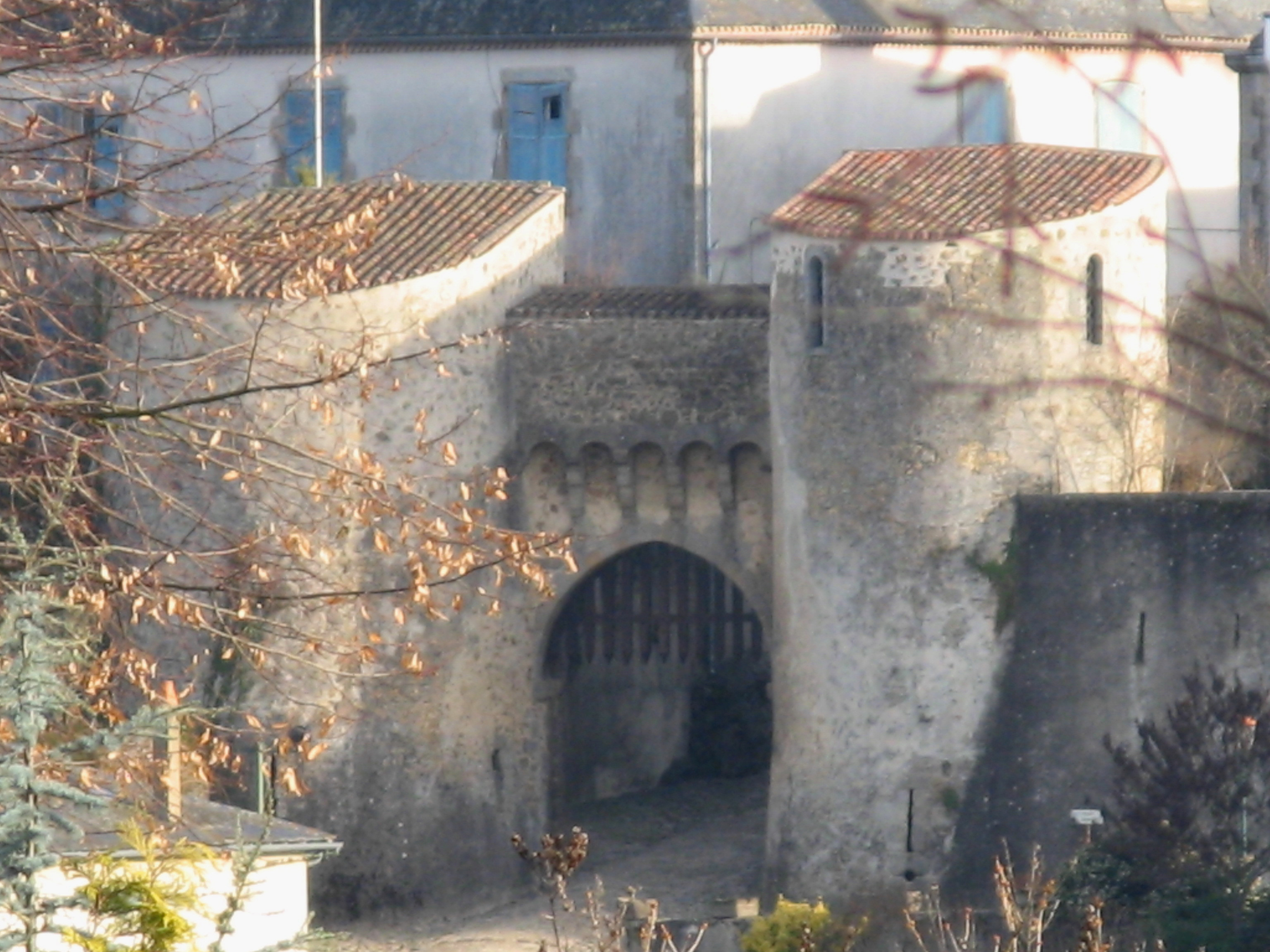
Le Dorat, Stadttor

Zuerst fällt der auf der östlichen axialen Scheitelkapelle errichtete Wehrturm auf, der den Umriss der Kapelle übernimmt und diese fast um die gleiche Höhe überragt. Seine fast gänzlichen Geschlossenheit, wenige Schießscharten und drei Wehrerker mit Zwillings-Maschikulis verraten seine ehemalige militärische Bedeutung. Er wird auch Tour Notre-Dame genannt.

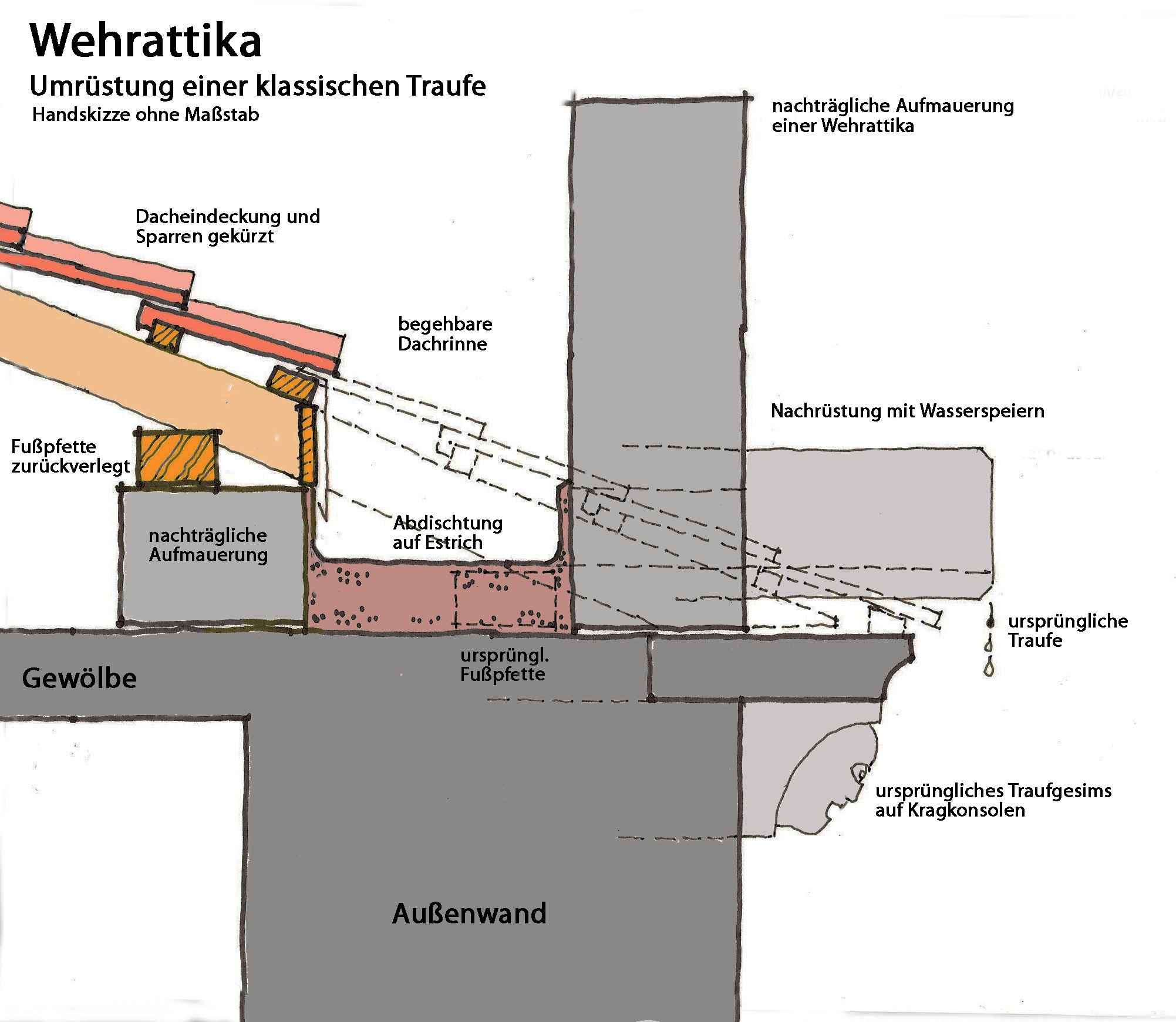
Wehrattika (Umrüstung einer Traufe), Handskizze

Weitere Einrichtungen zur Verteidigung des Gebäudes sind die Umbauten der ehemaligen romanischen Dachtraufen in Wehrattiken aus Brüstungsmauern und dahinter mit breiten begehbaren Dachrinnen, die über steinerne Wasserspeier nach außen entwässert werden. Hinter diesen konnten die Verteidiger Deckung finden. Damit wurden die Traufen des Langhauses, sowohl des Mittelschiffs, wie auch der Seitenschiffe, ausgerüstet, wie auch die des Querhauses und des Chorhauptes. Der Chorumgang und die Kapellen wurden ausgespart und haben noch ihre ursprüngliche Form.
Eine andere Wehreinrichtung befindet sich über dem nördlichen Seitenschiff neben dem Turm im ersten Langhausjoch, die ebenfalls im 15. Jahrhundert nachträglich errichtet worden ist. Dort gibt es offensichtlich ein zweites Geschoss, das sich hinter Wehrmauern verbirgt, die oberseitig als Wehrattika über das Geschoss hinausragen. Darin war vermutlich ein zusätzlicher Raum untergebracht, der den Verteidigern zur Aufbewahrung ihres Waffen- und Geschossarsenals gedient hat.
Im heutigen Garten auf der Südseite der Kirche hat sich noch der runde Stumpf des St-Antoine-Turms erhalten, der einmal Bestandteil der städtischen Wehrmauer war. Die massiven Stadtmauern erstreckten sich über eine Gesamtlänge von etwa sechshundert Metern, die von zwanzig großen Wachtürmen, vier Stadttoren und sechs weiteren Türmen bestückt waren.
Die Religionskriege von 1562 bis 1598 zwischen der katholischen Liga und den Hugenotten verschonten trotz ihrer wehrhaften Befestigungen die Stadt und ihre Kirchen nicht. Am 2. November 1567 wurde die Stadt nach dreitägiger Belagerung von einer Truppe aus 15.000 Hugenotten, unter dem Kommando des 83-jährigen Seigneur de Saint-Cyr eingenommen. Dabei wurden 400 Menschen getötet, und 3.600 Pfund Lösegeld mussten bezahlt werden. Die Verwüstungen dauerten vier Tage, bei denen geplündert und zahlreiche Reliquien, Ornamente, Statuen, die Orgel und andere Kostbarkeiten meist durch Verbrennen zerstört wurden.
Bis gegen Ende des 16. Jahrhunderts wurden die Einwohner Opfer von Erpressungen und Ausschreitungen aller Art durch die durchziehenden Truppen.
Im Jahr 1572 wurde in der damals noch erhaltenen Kapelle St-Michel der Gerichtssaal des Seneschall von Le Dorat eingerichtet. Diese Kapelle befand sich auf dem heutigen Standort des Besucherzimmers des Carmel.

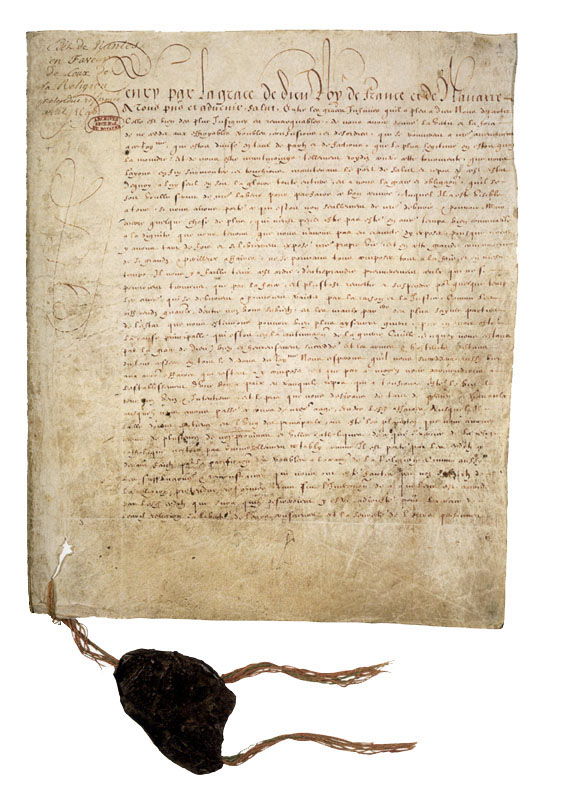
Das Edikt von Nantes

Mit dem Edikt von Nantes vom 13. April 1598 endeten die Religionskriege. Auch in Le Dorat, inzwischen zur Hauptstadt der Basse Marche ernannt, kehrte wieder Ruhe ein.
Im Jahr 1624 kamen drei Benediktinerinnen der Abtei La Trinité de Poitiers und fanden eine neue Heimat im Konvent von Le Dorat. Unter ihnen war Catherine Pidoux, die dafür sorgte, dass hier im Jahr 1656 eine Mädchenschule gegründet und betrieben wurde, deren Besuch kostenlos war. Sie starb im gleichen Jahr im Alter von 66 Jahren. An der Schule arbeiteten dann 22 Nonnen des Klosters, sie hatte Bestand bis zur Inhaftierung der Nonnen im Jahr 1792, drei Jahre nach Ausbruch der Französischen Revolution.
Seit Beginn des 18. Jahrhunderts verfiel die Stadtbefestigung, da Le Dorat an militärischer Bedeutung verlor.
Im Jahr der Revolution 1789 und in den folgenden Jahren ist wahrscheinlich ein großer Teil der ehemaligen Konventsgebäude oder das was von ihnen aus den Wirren der Religionskriege übrig geblieben ist, als Allgemeingut zum Abbruch verkauft worden. Über das Verschwinden dieser Gebäude und das der Kirche St-Michel sind in den Quellen keine Auskünfte zu finden.
Bald gab es dann wieder ein kleines, von ehemaligen Nonnen betriebenes Seminar, das als Schule sehr begehrt war. Es unterlag allerdings der gesetzlich eingeführten Trennung von Staat und Kirche.
Im Jahr 1848 wurde die Stiftskirche St-Pierre du Dorat unter Denkmalschutz gestellt.
Am 10. Juli 1856 wurde das Carmel von Le Dorat gegründet, ein kleines Karmeliterkloster. Es wurde an der Stelle der ältesten Vorgängerkirchen des Stiftes, nämlich St-Michel im Süden von St-Pierre und in Nachbarschaft der Überreste der alten Stadtmauern errichtet. Die Kapelle des Carmels wurde am 4. Oktober 1882 eingeweiht.
Im Jahr 1910 wurde das Seminar um ein Mädchen-Lyzeum erweitert, das heute noch existiert und auf die Gründung von Schwester Katherine (Pidoux) im Jahr 1656 zurückreicht.

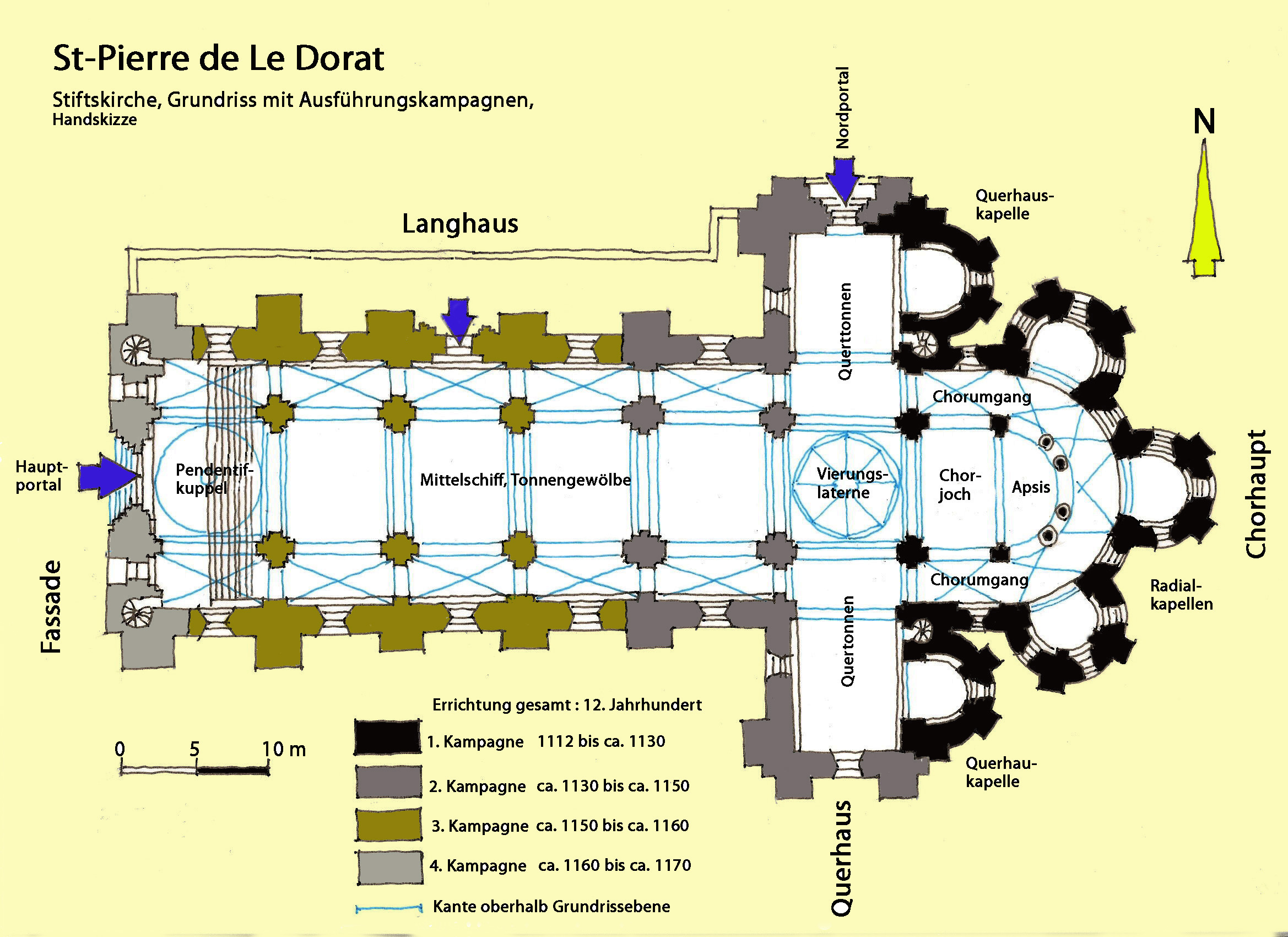
Grundriss, Handskizze

## Bauwerk
Abmessungen, ungefähre Maße, aus Grundriss abgegriffen und hochgerechnet:
- Gesamtlänge außen (ohne Pfeilervorsprünge): 74,70 m
- Langhauslänge (ohne Pfeilervorlagen): 44,00 m
- Langhausbreite (ohne Pfeilervorsprünge): 20,00 m
- Langhausbreite innen: 15,90 m
- Mittelschiffbreite innen (zwischen den Scheidewänden): 7,90 m
- Querhauslänge außen (ohne Pfeilervorsprünge): 38,80 m
- Querhausbreite innen: 7,40 m
- Qerhausvorsprünge gegenüber Langhaus (ohne Pfeilervorlagen): 10,00 m
- Chorlänge innen (ohne Umgang): 9,40 m
- Turmkreuzhöhe über Grund: um 60,00 m

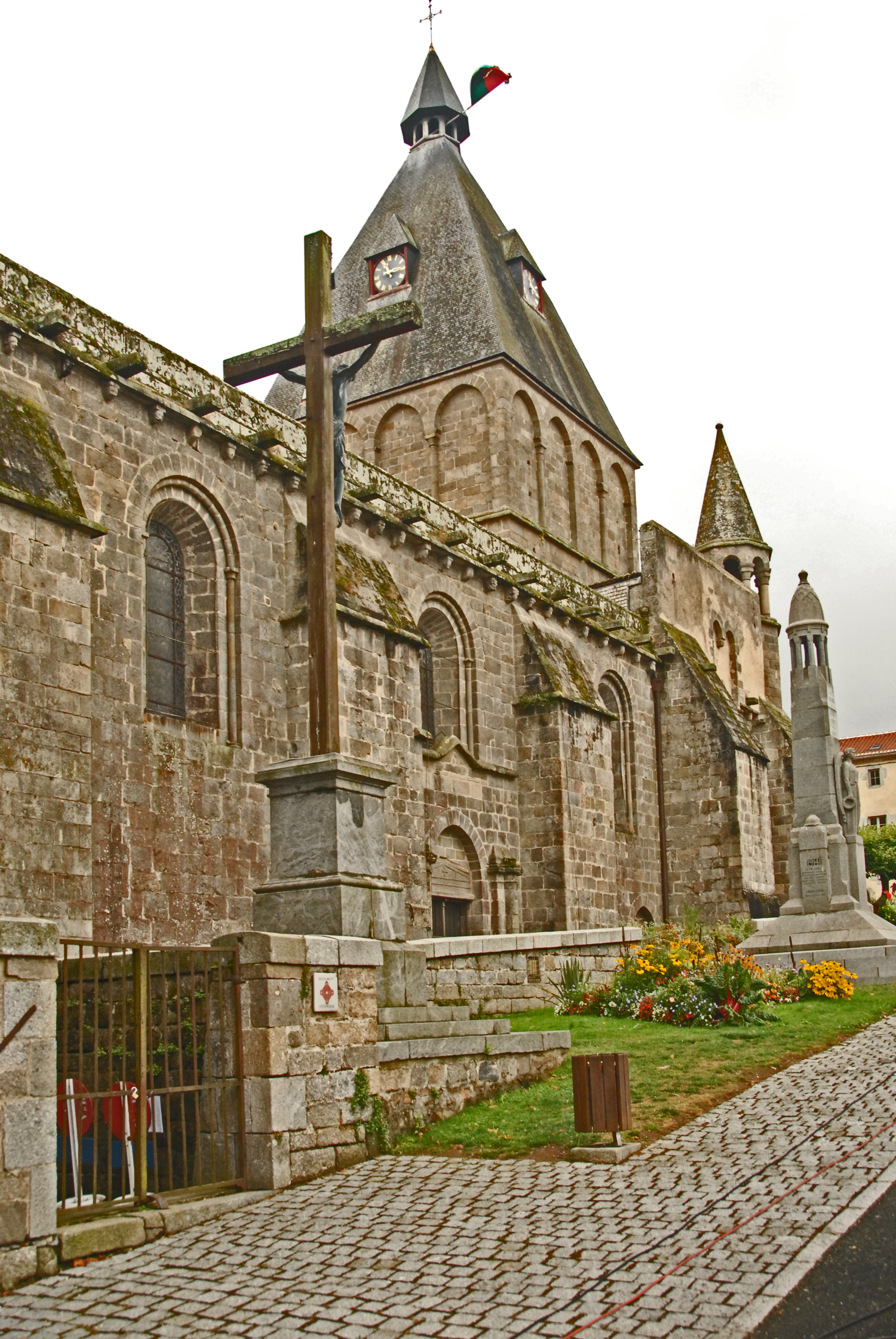
Nordseite mit Wehrattika, von NO

### Äußere Erscheinung
Das ganze Kirchengebäude ist aus großformatigen Werksteinen aus hartem grauem Granit errichtet, die ihm einen massiven Charakter verleihen. Die flach geneigten Dachflächen des Lang- und Querhauses und die des Chors mit seinem Umgang sind mit roten Hohlziegeln in römischem Format, auch Mönch-Nonnen-Ziegel genannt, eingedeckt, die Dachflächen der steil geneigten hölzernen Turmhelme mit kleinformatigen grauen Schieferplatten. Die steil geneigten Kegeldächer über den Kapellen und die Pyramiden der kleinen Treppentürmchen sind mit flachen Granitplatten ohne Überdeckung eingedeckt.

#### Langhaus mit Uhrenturm
Das Langhaus steht auf einem lang gestreckten rechteckigen dreischiffigen Grundriss, der in fünf etwa gleich breite Joche unterteilt ist. Sein Aufriss (Querschnitt) ist der einer Pseudobasilika, ohne Durchfensterung der Obergaden. Beides erkennt man deutlich schon von außen. Die Jochunterteilung übernehmen kräftige rechteckige Strebepfeiler auf den Seitenschiffwänden, deren Tiefe beidseitig des ersten Jochs doppelt so groß ist, wie bei den übrigen. Der Obergadenversprung ist so gering, dass man außen keine Strebepfeiler erkennen kann. Die Strebepfeiler der Seitenschiffwände sind oberseitig steil abgeschrägt, mit flachen Platten abgedeckt und enden knapp unter den Gesimsen auf Kragkonsolen der ursprünglichen Traufausbildungen. Die Strebepfeiler beidseitig des ersten Jochs reichen wegen ihrer größeren Tiefe deutlich höher hinauf.

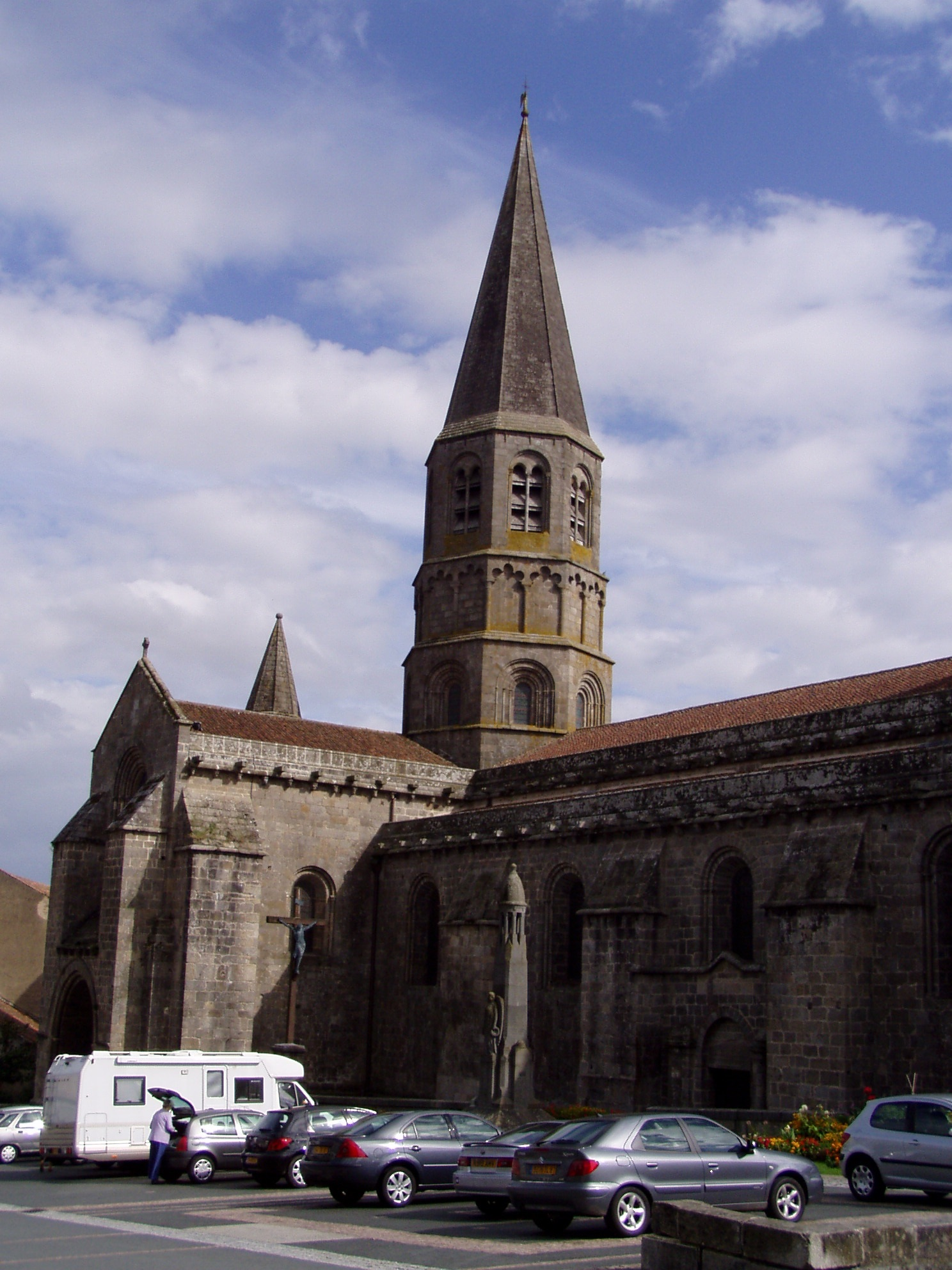
Nördl. Querhausarm, Langhaus und Vierungsturm, von NW

Mittig zwischen den Strebepfeilern ist jeweils ein mittelgroßes rundbogiges Fenster ausgespart, dessen Bogenscheitel ein kurzes Stück unter den Traufgesimsen liegt. Die Gewände sind rundum nach außen aufgeweitet, deren Kanten in Wandrückversätze aufgelöst sind, in die Dreiviertel-Rundstäbe eingefügt sind. Ihre Bogenansätze sind von schlicht skulptierten Kapitellen markiert.
Im dritten Joch auf der Nordseite ist eine rundbogige Blendarkade eingelassen, in der eine rechteckige Portalöffnung für eine einflügelige Tür ausgespart ist, die von einem dachartig zu den Seiten abgeschrägten monolithischen Sturzbalken überdeckt ist. Das Portal wird mit etwas Abstand von rechteckigen Pfeilervorlagen mit oberseitiger Abschrägung flankiert, die nicht ganz bis in die Scheitelhöhe der Blendarkade hinaufreichen. Auf den Vorlagen ist jeweils mittig ein halbrunder Pilaster vorgeblendet. Dieser wird gemeinsam mit der Vorlage von einem Kämpferprofil umschlossen. Die Brüstung des Fensters darüber liegt etwas höher, als die übrigen. In ihrer Höhe verläuft ein profiliertes Kraggesims über die ganze Jochbreite und die Seiten des begrenzenden Pfeiler hinweg und schwenkt auf der Brüstung dachartig aufwärts.

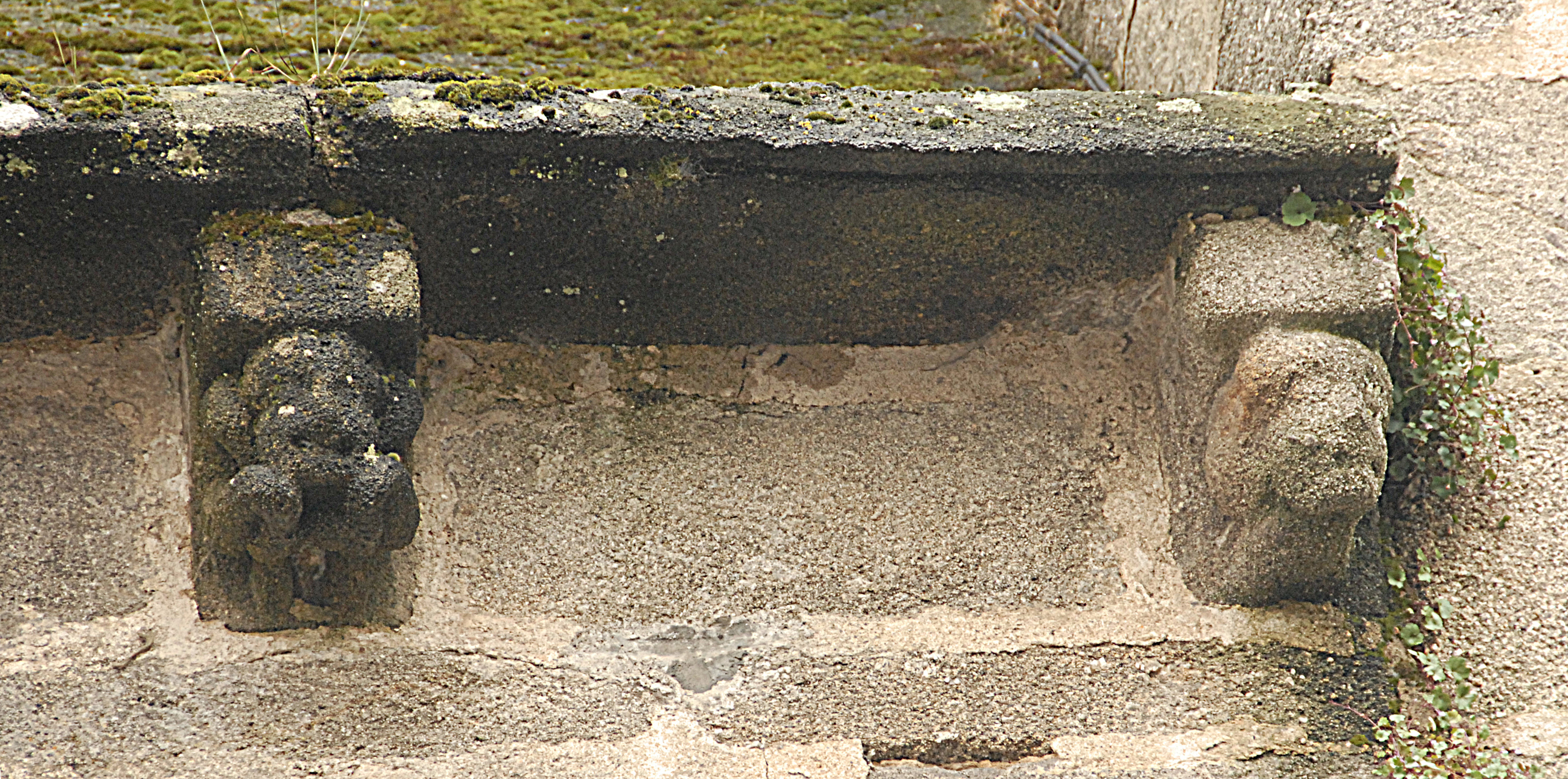
Ehem. Traufgesims auf Kragsteinen

Das Mittelschiff wird von einem flach geneigten Satteldach überdeckt, die beiden Seitenschiffe von ebenso flach geneigten Pultdächern. Alle ihre Traufen wiesen ursprünglich die klassische Form der Traufen in der romanischen Architektur auf, bei denen das Regenwasser über ausladende Dacheindeckungen und über Traufgesimsen mit Kragkonsolen frei abtropfen kann. Damals lagen die Dachflächen etwas tiefer als heute oder waren steiler geneigt. Diese ältere Konstruktion findet man hier noch an den Traufen des Chorumgangs und der östlichen Kapellen. Im Zuge der wehrtechnischen Umrüstungen der übrigen Traufen im 15. Jahrhundert (siehe Abschnitt Historisches) sind die heute noch gänzlich erhaltenen Wehrattiken mit dahinter liegenden begehbaren Dachrinnen entstanden, hinter denen die Verteidiger des Bauwerks in Deckung gehen konnten. Bei dieser häufig vorkommenden Änderung der Traufausbildung wird das Regenwasser über zahlreiche steinerne Wasserspeier nach außen abgeleitet. Die ehemaligen steinernen Traufgesimse auf Kragsteinen verloren dabei ihre eigentliche konstruktive Aufgabe. Man hat aber die meist aufwändig skulptierten Konsolsteine und ihre Gesimsabdeckungen als rein dekoratives Element erhalten und darüber die Brustwehren errichtet. Im Gegensatz zu anderen Kirchenbauwerken hat man hier die nahe beieinander liegenden Traufen der Seitenschiffe und des Mittelschiffs mit Wehrattiken umgerüstet.

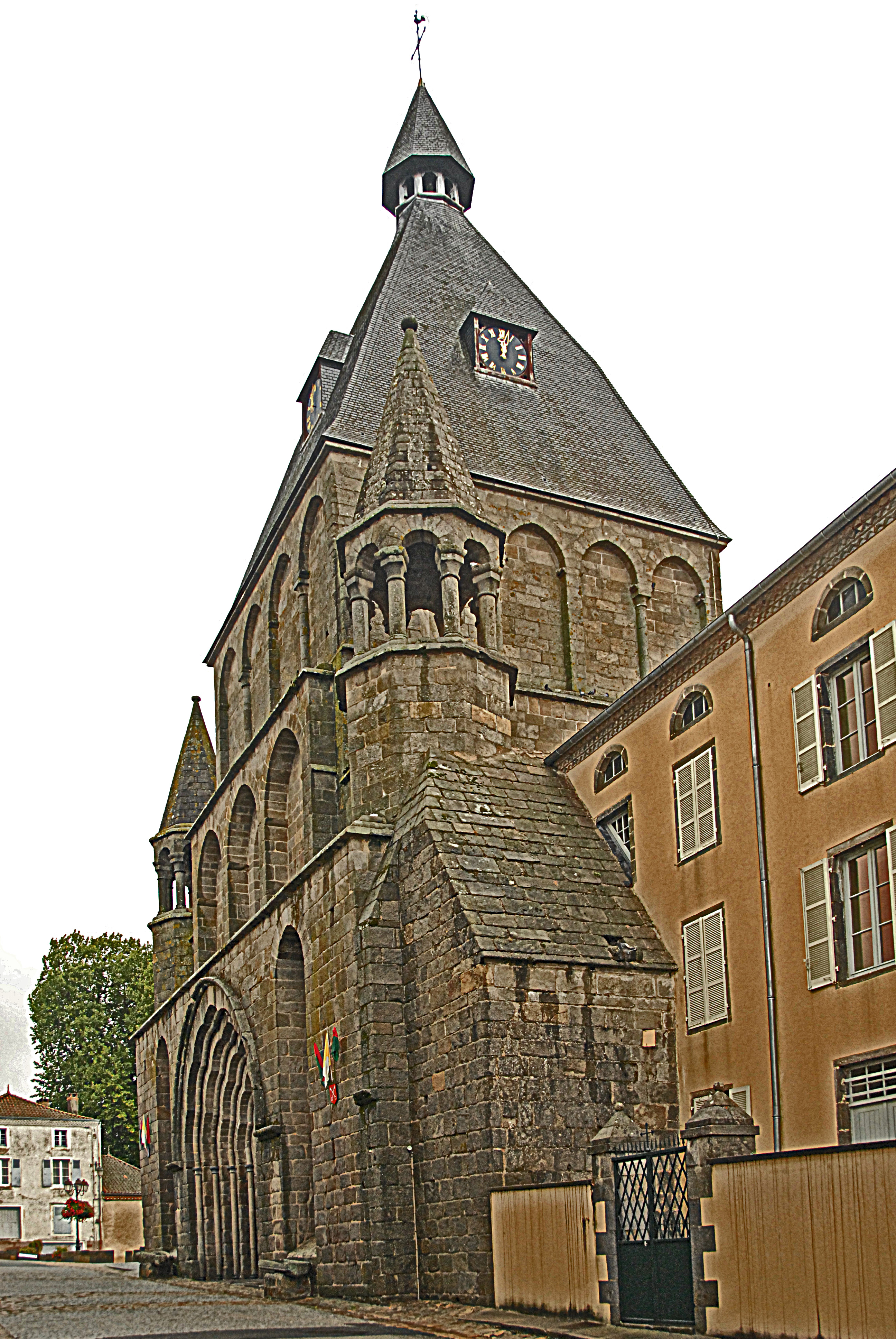
Westwerk von SW

Die Seitenschiffe sind im Bereich des ersten Jochs unmittelbar am Uhrenturm vorbei, im Zuge der wehrtechnischen Ausstattungen um ein Geschoss erhöht worden. Auch hier sind noch Reste der ursprünglichen Traufe in Form von Gesimsplattenstücken auf Kragsteinen erhalten. Die Aufstockungen wurden über den ehemaligen Traufabschnitten mit einer geschlossenen Mauer verdeckt, die oberseitig über das neue Dach als Wehrattika hinausragt. In der Mitte dieser Wand ist eine Zwillings-Blendarkade eingelassen, deren mittleres Säulchen fehlt. Im Zuge der vorgenannten Aufstockung und der daraus erwachsenen höheren Auflasten dieses Gewölbeabschnitts, hat man sehr wahrscheinlich die beiden ersten Strebepfeiler der Seitenschiffe deutlich verstärkt und erhöht. Auf einem alten Postkartenfoto von vor dem Ersten Weltkrieg ist über dieser Aufstockung ein Pultdach zu sehen, das sich gegen den Turm lehnt und dort ein ganzes Geschoss verdeckt.
In Verlängerung der beiden Spindeltreppen im massiven Mauerwerk der westlichen Gebäudeecken ragten ursprünglich oberhalb der Seitenschiffdächer achteckige Treppentürmchen etwa drei Meter hoch auf, die mit dem benachbarten Turm mit Wandstücken verbunden waren. Über diese Treppen wurden nicht nur der Turm, sondern auch die beiden wehrtechnischen Aufstockungen erschlossen. Seine Wände werden mit doppelt abgestuften Gesimsplatten abgedeckt. Darauf stehen jeweils acht Säulchen, die mit schlicht skulptierten Kapitellen und Kämpfern ausgerüstet sind. Sie tragen acht Keilsteinbögen mit geschlossenen Zwickeln, die ein steinerner Helm aus einer steilen achteckigen Pyramide krönt, dessen Traufen mit doppelt zurückgestuften Kragprofilen markiert sind. Seine Spitze endet in einem runden Knauf aus Stein.

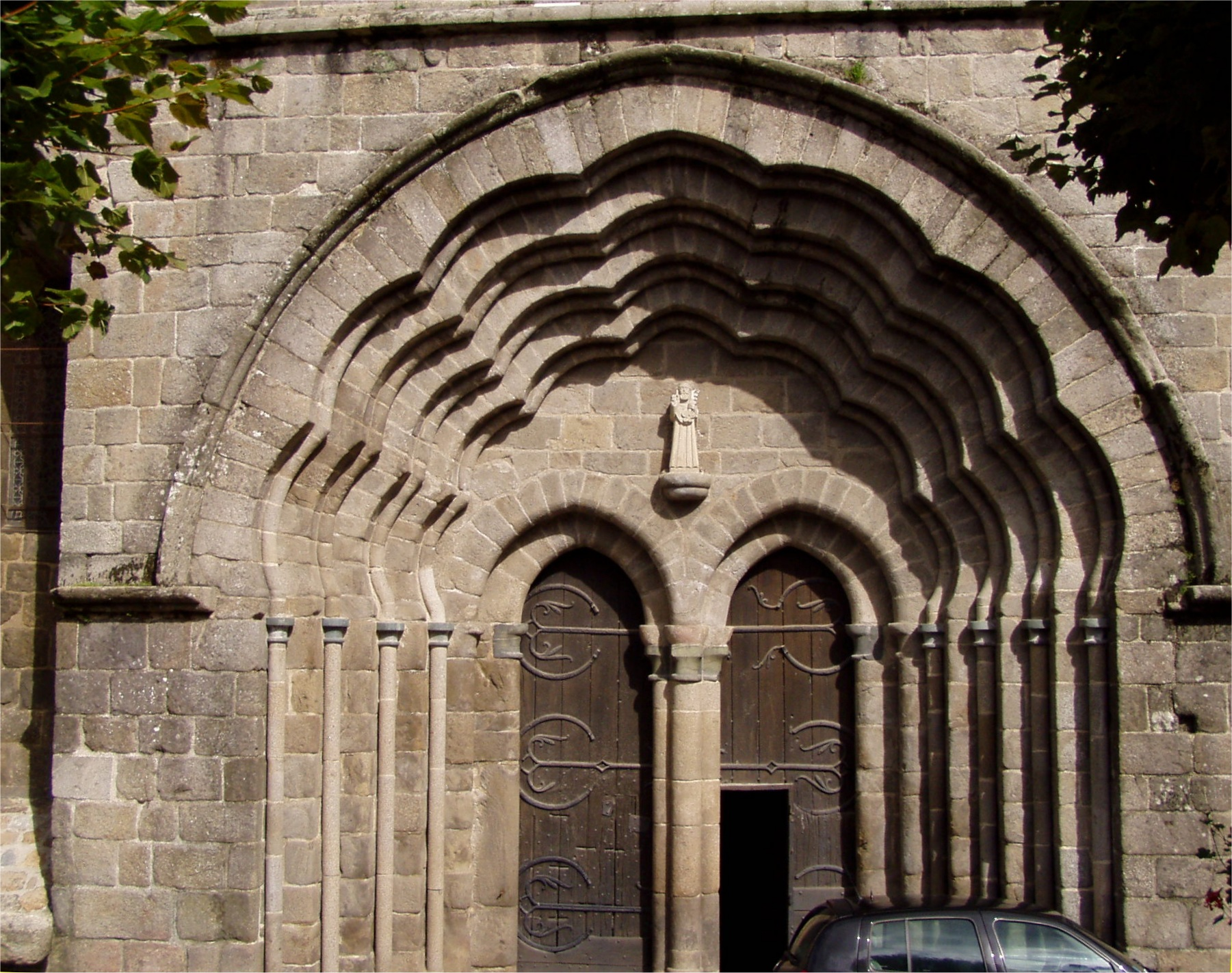
Hauptportal im Westwerk

Über dem Mittelschiff im ersten Joch ragt ein zweigeschossiger quadratischer Uhrenturm auf, der bis auf eine einzige rundbogige Fensteröffnung im unteren Geschoss über dem Hauptportal keine weiteren Öffnungen besitzt. Er kann dementsprechend kein Glockenturm sein. Dieser Turm wirkt recht gedrungen, was vielleicht darauf schließen lässt, dass seine Planer an eine spätere Höherführung gedacht haben. Das untere Turmgeschoss, welches innen eine hoch liegende Pendentifkuppel enthält, ragte ursprünglich aus den Pultdächern der Seitenschiffe und der Fassade heraus, wurde aber auf der Ostseite vom Satteldach des Mittelschiffs weitgehend verdeckt. Heute verdecken es auch die nachträglichen Aufstockungen auf der Nord- und Südseite des Turms. Auf der einzig freien Westseite sind drei fast geschosshohe Blendarkaden tief eingelassen, deren Rundbögen leicht angespitzt und von rechteckigen Pfeilern getrennt sind. Ihre Bogenansätze werden von schlicht profilierten Kämpfern markiert. Die mittlere Arkade füllt fast gänzlich ein leicht angespitztes Fenster, das die Pendentifkuppel erhellt. Das zweite, ganz geschlossene Turmgeschoss, tritt gegenüber dem ersten deutlich zurück und ist geringfügig höher als das untere. Auf ihm sind wieder fast in ganzer Höhe vier Blendarkaden geringer Tiefe eingelassen, mit angespitzten Rundbögen. Sie werden untereinander von drei dreiviertelrunden Säulen getrennt, die mit schlicht profilierten Basen und Kämpfern ausgerüstet sind. Die Bogenansätze der äußeren Arkaden werden von Kämpferprofilen markiert. Das obere Geschoss wird von einem einfachen rechtwinkligen Kraggesims abgeschlossen.
Über dem Kraggesims kragen die Traufen der kleinformatigen grauen Schiefereindeckung des hölzernen Turmhelms noch etwas hinaus. Er besitzt die Form einer steilen vierseitigen Pyramide, deren obere Spitze gekappt ist, die durch eine achtseitige allseits offene Laterne und darüber mit einer kleinen achtseitigen Pyramide ersetzt wird. Etwa in halber Helmhöhe ist auf jeder Seite eine Turmuhr mit vergoldeten Lettern und Zeigern installiert, die von einer Art Dachgaube mit Satteldach umschlossen wird. Die Spitze des Turmhelms krönt ein schmiedeeisernes Kreuz.
Die Fassade weist die gleiche Traufhöhe auf, wie die ursprünglichen Traufen der Seitenschiffe und endet auch seitlich in Verlängerung von deren Außenwandoberflächen. Ihre senkrechte Oberfläche steht noch ein gutes Stück vor der Westwand des unteren Turmgeschosses.
Die Fassade wird dominiert von dem Hauptportal, einem vierstufigen Archivoltenportal, das mozarabische Einflüsse erkennen lässt. Zwei rundbogige, leicht angespitzte Portalöffnungen stehen nebeneinander im Hintergrund einer großen Arkadennische, deren Laibung in vierfach abgestufte Rückversätze aufgelöst ist. Die vier halbkreisförmig von außen nach innen scharfkantig (rechtwinklig) gestuften Keilsteinbögen sind über die ganze Rundung jeweils mit sieben stichbogenartigen Ausbuchtungen versehen, deren Breiten von außen nach innen gleichmäßig abnehmen. Die Bogenrückversätze gehen jeweils an ihren Enden in senkrechte ebenso scharfkantige Wandrückversätze über. In die Winkel der Rückversätze sind Dreiviertelrundstäbe eingefügt, die den Geraden und Ausbuchtungen der Bögen präzise folgen. In Höhe der Bogenansätze sind die Rundstäbe mit schlichten Kapitellen ausgestattet. Der äußere runde Keilsteinbogen wird von einem doppelt gerundeten Kragprofil überfangen, dessen Enden auf waagerechten Kämpferprofilen stehen. Der Scheitel des Kragprofils reicht fast bis unter die Traufe der Fassade.
Die beiden schlanken, rundbogigen, leicht angespitzten Türöffnungen werden von je zwei Wand- und Bogenrückversätzen eingefasst, deren Laibungskanten stark ausgerundet sind. Die Bogenansätze werden von schlicht skulptierten Kapitellen markiert. Zwischen den beiden Türen stehen vier Bogenenden auf drei Pfeilern. Mitten im Bogenfeld über den Türen steht eine Skulptur von Saint-Pierre auf einer Konsole, der sein Attribut, den Himmelsschlüssel aufrecht hält.
Das Hauptportal wird beidseitig flankiert von zwei schlanken, tiefen und rundbogigen Arkadennischen, in deren oberen Bereiche je ein rundbogiges Fenster ausgespart ist, die die ersten Seitenschiffjoche zusätzlich erhellen.

#### Querhaus mit Vierungsglockenturm

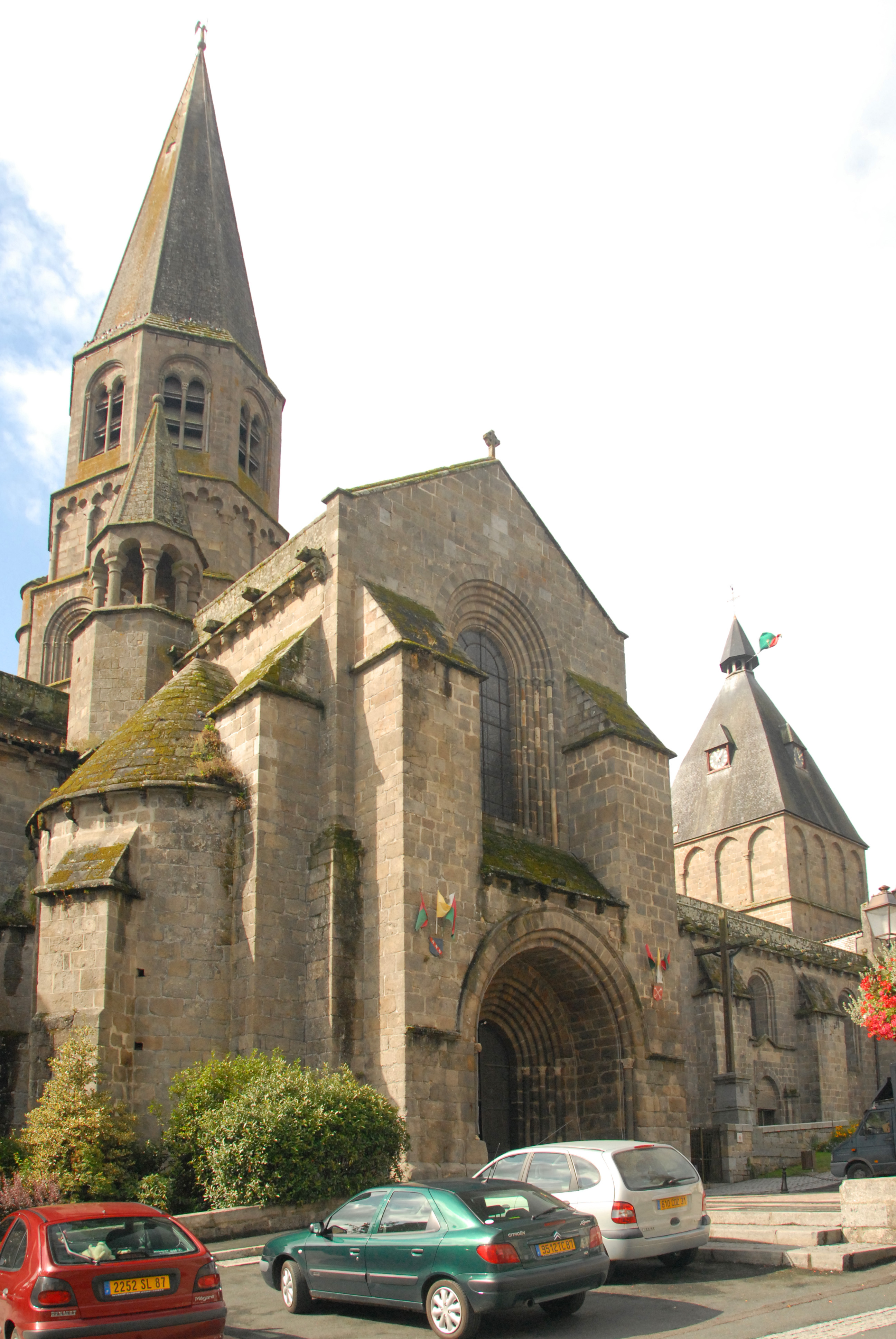
Nördl. Querhauskapelle und Vierungsturm von NO

Das Querhaus überragt die Breite des Langhauses um etwa 10 Meter (ohne Pfeilervorlagen). Seine Firste und ehemaligen Traufen liegen auf gleicher Höhe, wie die des Langhauses. Die Umrüstung der ursprünglichen romanischen Traufen in Wehrattiken im 15. Jahrhundert entsprach genau denen des Mittelschiffs, diese treffen sich heute noch auf gleicher Höhe am Vierungsturm. Die Giebelwände auf den nördlichen und südlichen Querhausarmen überragen sogar die später aufgestockten Wehrattiken. An den ausgebesserten Fugen der Giebel meint man eine nachträgliche Aufmauerung zu erkennen. Ihre schrägen Oberseiten werden von doppelt abgestuften Platten abgedeckt und schwenken an den unteren Enden ein kurzes Stück in die Waagerechte ab. Den Giebelfirst bekrönt je ein keltisches Kreuz mit Ring.
Die äußeren Gebäudekanten des Querhauses werden von massiven rechteckigen Strebepfeilern ausgesteift, die von ihnen etwas abgerückt sind. Sie reichen in unverändertem Querschnitt über die ganze Pfeilerhöhe, sind oberseitig auswärts steil abgeschrägt und enden knapp unter der Höhe der alten Traufen. In ihren Westwänden sind etwa die gleichen Fenster wie bei den Langhausseitenschiffen ausgespart. Seine Brüstung liegt jedoch etwas höher.

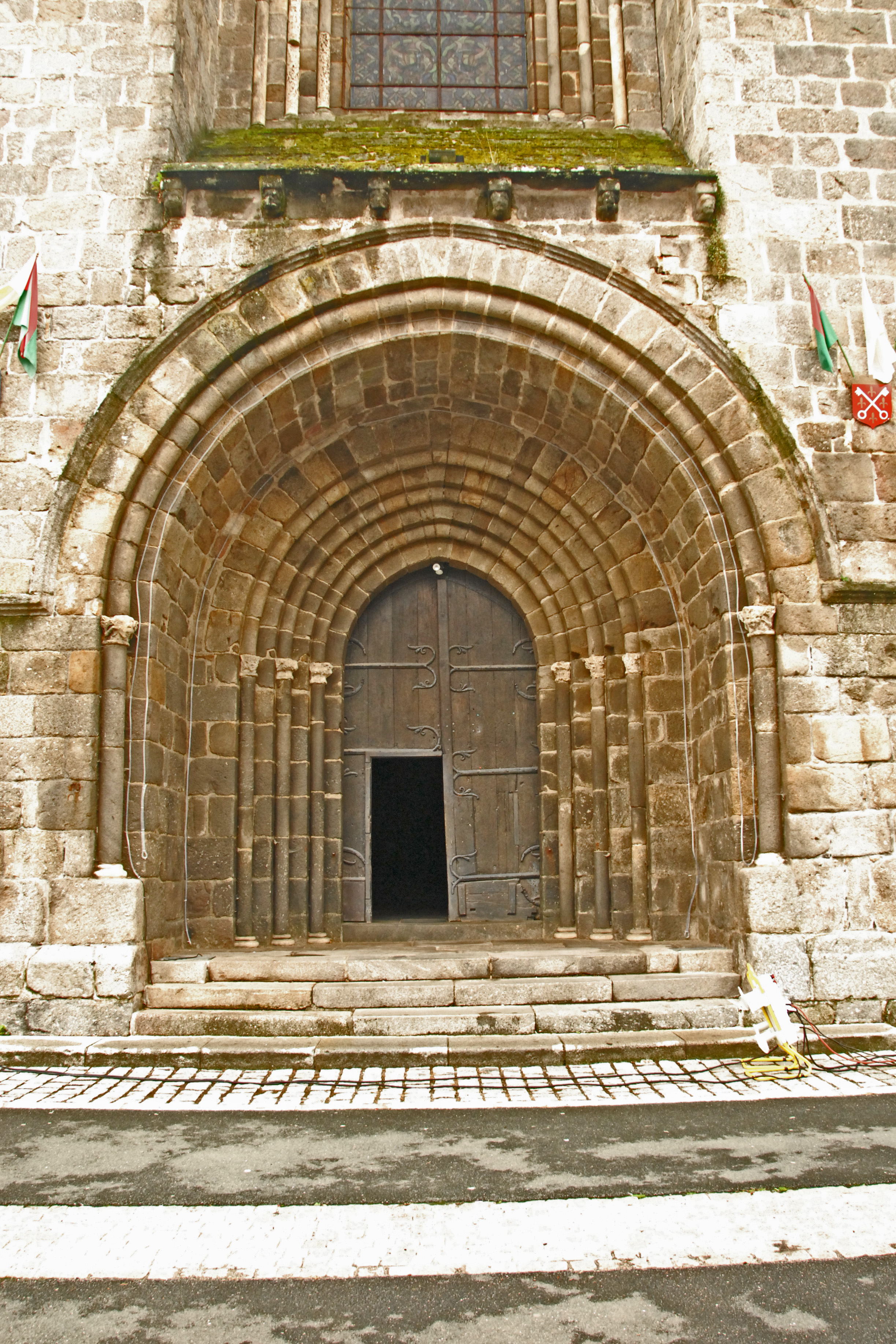
Nordportal

In der Giebelwand es nördlichen Querhausarms ist die rundbogige, leicht angespitzte Öffnung des zweiflügeligen Nordportals in einer Dimension von gut 2,50 × 4,00 Metern ausgespart. Es tritt gegenüber den Vorderseiten der es flankierenden Strebepfeiler um deren Tiefe zurück. Die dabei entstandene tiefe Laibung ist seitlich und im Bogen fünffach scharfkantig zurückgestuft. Der von außen zweite Rückversatz ist besonders tief. In die Winkel der Rückversätze eins, drei bis fünf sind dreiviertel runde Stäbe eingearbeitet, deren Bogenansätze von figürlich skulptierten Kapitellen in fast weißem Kalkstein markiert sind. Der äußere Keilsteinbogen verläuft oberflächenbündig mit den Außenseiten der Strebepfeiler und wird von einem mehrfach profilierten Kraggesims überfangen das in Höhe der Bogenansätze waagerecht abschwenkt und bis auf die Außenkante der Strebepfeiler geführt wird. Die Zwickel oberhalb des Gesimses sind ebenso oberflächenbündig vermauert. Dieses Mauerwerk schließt kurz darüber mit einem Traufgesims auf skulptierten Kragkonsolen ab, über dem die Steinplatteneindeckung des Pultdachs zwischen den Strebepfeilern leicht auskragt.
In der Giebelwand des nördlichen Querhausarms ist oberhalb des vorgenannten Nordportals ein großes Fenster ausgespart, ein dreifach gestuftes rundbogiges Archivoltenfenster. Der äußere wandbündige Keilsteinbogen passt genau zwischen die Strebepfeiler. Die Bogenansätze liegen kurz unter den oberen Pfeilerabschlüssen. In die Winkel der vier scharfkantigen Laibungsrückversätze sind dreiviertel runde Stäbe eingelassen, deren Bogenansätze mit skulptierten Kapitellen markiert sind. Die Brüstung, unmittelbar über dem Pultdachfirst, besteht aus drei scharfkantigen Stufen. Ein fast gleiches Fenster findet sich auf der Giebelwand des südlichen Querhausarms. In der Mitte dieser Wand ist eine Türöffnung mit Stichbogen ausgespart, die eine zweiflügelige Tür aufweist. Das war vermutlich eine Verbindung zu den dort ehemals anschließenden Konventsgebäuden.

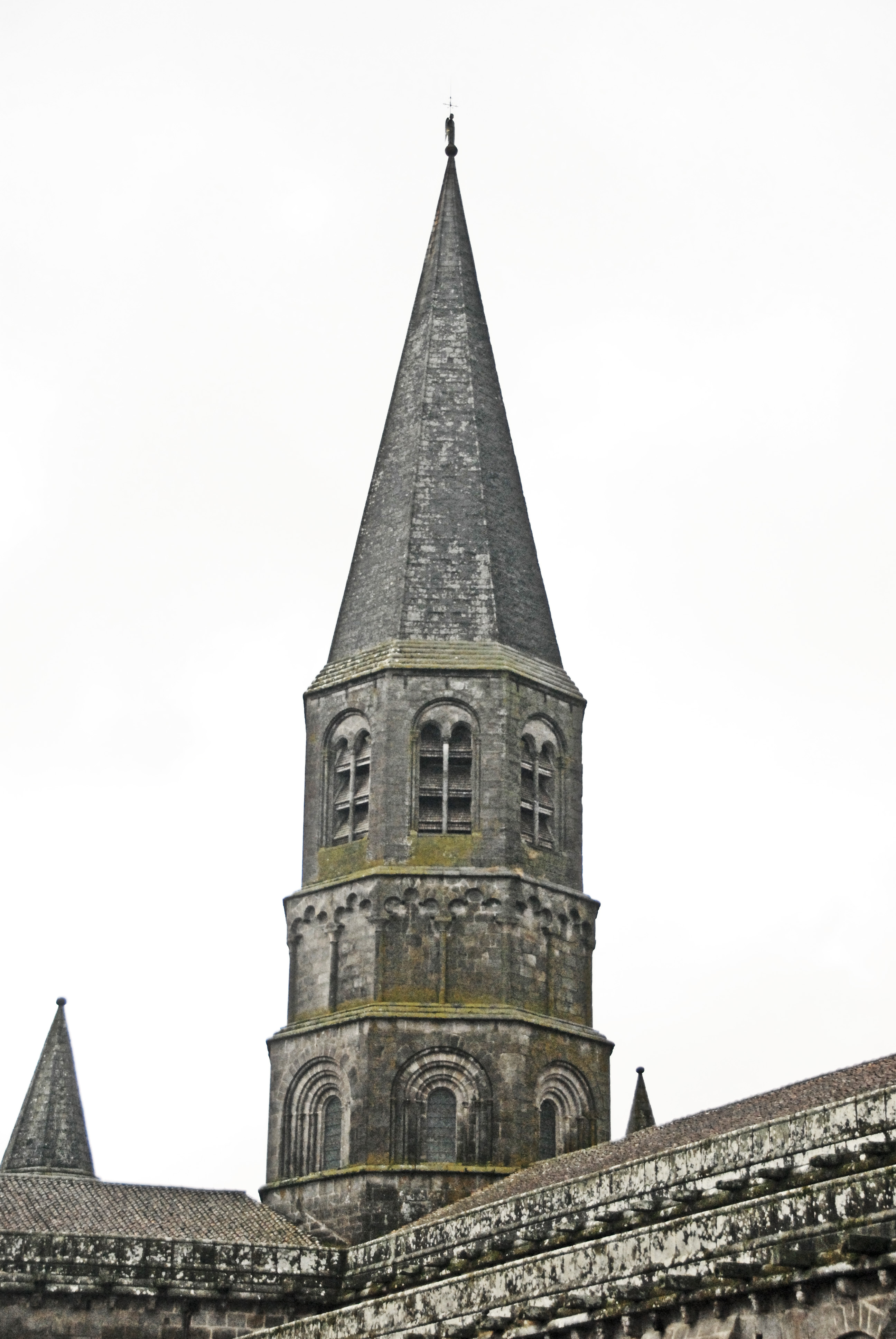
Glockenturm von NW

Aus den Ostwänden der Querhausarme tritt je eine im Grundriss halbkreisförmige Kapellenapsis hervor, die mit einem steilen Kegeldach überdeckt sind, das noch in ein kurzes Stück Satteldach übergeht. Es ist mit Steinplatten abgedeckt die unten auf Traufgesimsplatten enden, die von figürlich skulptierten Kragkonsolen getragen werden. Sein First liegt kurz unter den Kragsteinen der ehemaligen Querhaustraufen.
In der Kapellenachse ist jeweils ein rundbogiges Fenster ausgespart, dessen Laibungskanten in Rückversätzen aufgelöst sind, in deren Winkel dreiviertel runde Stäbe eingefügt sind. Ihre Bogenansätze werden durch Kapitelle markiert. Das Fenster wird von zwei Strebepfeilern flankiert, die oberseitig steil abgeschrägt sind, und ein Stück unter den Traufgesimse enden. In Höhe der Unterkante der Abschrägung wird auf den freien Seiten durch waagerechte Kämpferprofile markiert. Oberhalb etwa zwei Drittel der Pfeilerhöhe springt die Außenseite der Vorlagen etwas zurück.
Über der quadratischen Vierung ragt der achteckige dreigeschossige Glockenturm auf. Zwischen den ankommenden Satteldächern des Lang- und Querhauses und des Chors kann man noch den achteckigen geschlossenen Turmsockel erkennen, der die Pendentifs der Vierung einschließt, der allseitig von einem Kragprofil abgeschlossen wird. Die Firste der Lang- und Querhausdächer und der des Chors liegen auf Höhe dieses Profils. Die schrägen Dachflächen halten etwas Abstand von den Seiten des Sockels, in den steinerne Treppen eingefügt sind. Sie ermöglichten den Verteidigern einen schnellen Wechsel zwischen den Wehrattiken.
Mit geringem allseitigen Rückversatz folgt das erste Turmgeschoss, dass auf jeder der acht Seiten von einem rundbogigen schlanken Fenster durchbrochen wird, das unmittelbar auf dem Sockelabschluss steht. Das Geschoss wird auch als „Laterne“ bezeichnet oder von innen gesehen als ein Tambour, der auf Pendentifs steht und die obere Pendentifkuppel trägt. Die Fensterlaibungen sind vierfach mit scharfen Rückversätzen abgestuft, in deren Winkel dreiviertel runde Stäbe eingefügt sind, deren Bogenübergänge mit Kapitellen markiert sind. Nicht mehr weit über dem äußeren Scheitel der Keilsteinbögen, wird das erste Geschoss durch einen deutlich größeren Rückversatz abgeschlossen, der oberseitig mit geschuppten Steinplatten abgedeckt ist.
Das zweite Turmgeschoss besitzt eine etwas geringere Höhe als das erste, bleibt aber gänzlich geschlossen. Es verbirgt den oberen Teil der Pendentifkuppel. Jede der der acht Seiten werden mit zwei Blendarkaden dekoriert, deren Bögen wie dreipässige Maßwerke mit scharfen Kanten geformt sind. Diese stehen in Feldmitte, wie auch an den Achteckkanten auf schlanken dreiviertel runden Säulchen, die mit schlicht skulptierten Kapitellen und wuchtigen Kämpfern ausgerüstet sind. Unmittelbar auf den Keilsteinen der Bögen wird das Geschoss durch einen etwas knapperen Rückversatz abgeschlossen, als der vorherige, aber wie dieser abgedeckt ist.
Das dritte und letzte Turmgeschoss birgt die Glockenstube und ist deutlich höher als die beiden vorherigen. Auf jeder der acht Seiten ist waagerecht und senkrecht zentriert eine große rundbogige Arkade eingelassen, die noch einmal in zwei schlanke rundbogige Arkadenöffnungen gegliedert ist. Nach außen abgeschrägte Klanglamellen definieren sie als Klangarkaden. In die Winkel der Rückversätze der größeren Arkaden sind dreiviertel rund Stäbe eingefügt, deren Bogenansätzen von Kapitellen markiert werden. Die schmalen Arkadenbögen stehen innen gemeinsam auf schlanken Säulchen mit Kapitellen.
Der hölzerne Turmhelm, mit grauer kleinformatiger Schiefereindeckung, besitzt die Form einer steil aufragenden achtseitigen Pyramide, die unten auf einem flachen Pyramidenstumpf steht, dessen Seiten deutlich geringer geneigt sind und geringfügig über die Wände des dritten Turmgeschosses als Traufe auskragen. Die Turmspitze wird in etwa 60 Metern über Grund bekrönt durch eine Kugel mit 36 Zentimetern Durchmesser aus Metall. auf der die Skulptur eines 1,30 Meter hohen Engels aus vergoldetem Kupfer steht. Dieser hält auf einen langen dünnen Stab ein feingliedriges Kreuz.
Zwischen den Querhauskapellen und dem Chorumgang ragt jeweils ein achteckiges Treppentürmchen aus den verschachtelten Dachflächen hervor in denen eine steinerne Spindeltreppe vom Kirchenboden, bis hinauf zu den ehemaligen Dachtraufen führen. Die Form dieser Türmchen und ihrer oberen Abdeckungen entspricht denen über den westlichen Gebäudekanten des Langhauses.

#### Chorhaupt

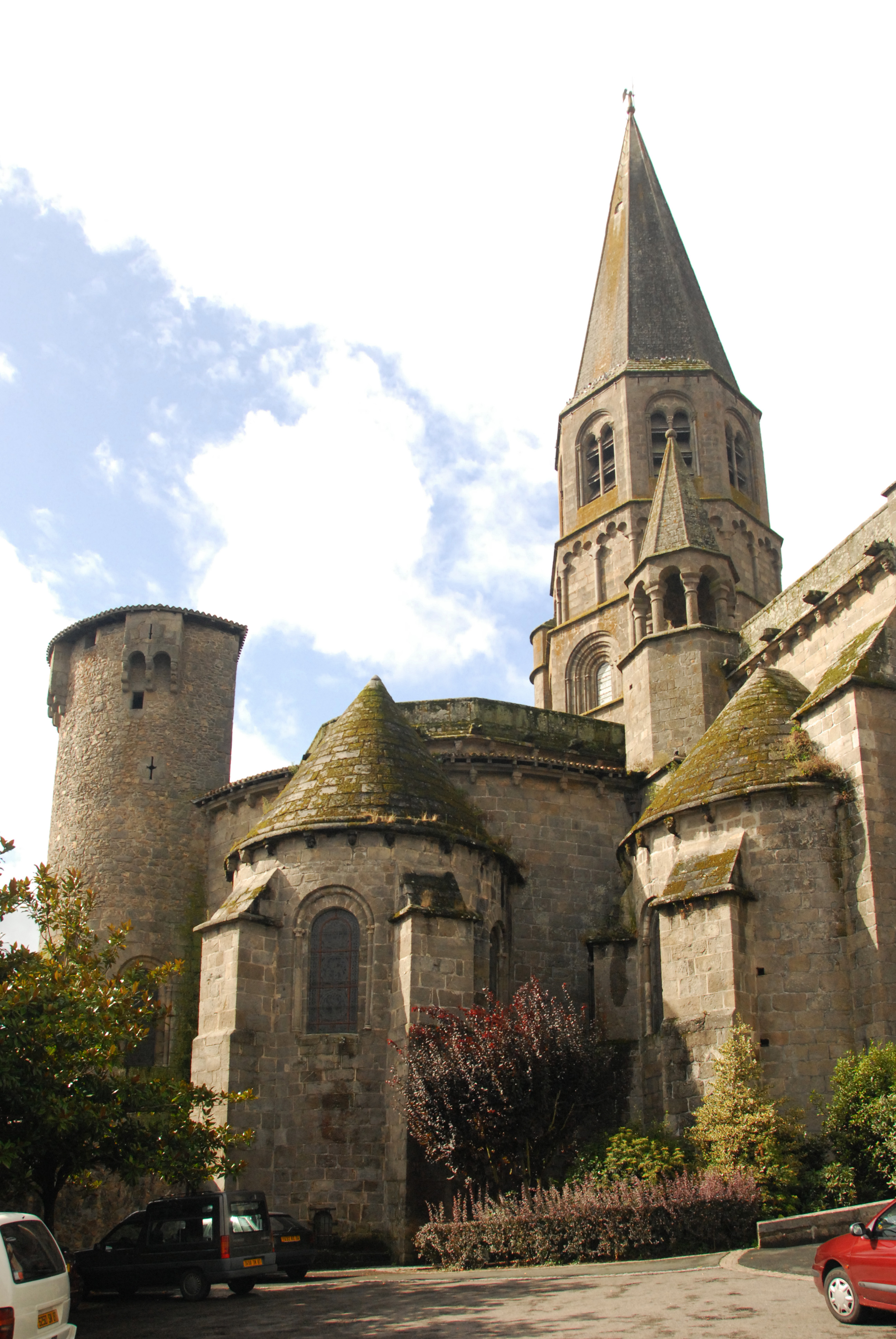
Chorhaupt mit Wehrturm u. Glockenturm von N

Das Chorhaupt ist auch äußerlich erkennbar gegliedert in den einjochigen Chor mit halbkreisförmiger Apsis, dem ihn umschließenden Chorumgang, und drei an ihn angebauten Radialkapellen. Der Chor weist die gleichen Höhen auf, wie das auf der Gegenseite anschließende Mittelschiff. Es wird mit einem Stück flach geneigten Satteldach überdeckt, an das sich ohne Zäsuren ein halbes Kegeldach in gleicher Neigung anschließt. Von den ursprünglichen klassischen Traufen dieses Daches sind heute noch die Traufgesimsplatten auf skulptierten Kragkonsolen erhalten. Darüber befinden sich aber heute die im 15. Jahrhundert nachgerüsteten Wehrattiken, wie sie im Abschnitt Langhaus beschrieben sind und mit diesen übereinstimmen.
Vom Chorumgang, auch Ambulatorium genannt, sind nur kurze Wandabschnitte zwischen den Kapellen und das um den Chor herumgeführte Pultdach des Chorumgangs zu erkennen. In diesen Wandstücken sind rundbogige Fenster ausgespart, die denen in den Querhauskapellen entsprechen, aber deutlich größer sind. Die Dachtraufe weist noch die ursprüngliche klassisch Form auf, ihre Traufziegel kragen über Traufgesimsplatten aus, die von skulptierten Kragkonsolen unterstützt werden. Der Pultdachfirst liegt knapp unter den Kragkonsolen an der Chorwand. Der Chorumgang kann auf separate Strebepfeiler verzichten, da diese Aufgabe von den Apsidenwänden des Kapellenkranzes übernommen werden.
Die beiden äußeren Radialkapellen sind wie ursprünglich erhalten und entsprechen etwa den oben beschriebenen Querhauskapellen. Die Spitzen ihrer Kegeldächer überragen die Traufen der Umgangs ein gutes Stück. Die axiale Scheitelkapelle ist nur noch bis knapp unter ihre ehemalige Traufe erhalten. Das steinerne Kegeldach dieser Kapelle hat man im Zuge der wehrtechnischen Ausrüstung der Kirche im 15. Jahrhundert abgebrochen und durch die Aufstockung eines Wehrturmes ersetzt, der Tour Notre-Dame genannt wird. Er wurde, im Gegensatz zum übrigen Gebäude, aus überwiegend kleinformatigem Bruch- und Feldsteinmauerwerk in unregelmäßigem Verband hochgeführt. Er übernimmt den Umriss der Kapelle und ist oberhalb der Dachfläche des Umgangs mit einer flachen Wand verschlossen. Er wird oberseitig von einem flach geneigten Dach mit roter Ziegeleindeckung, die allseitig etwas auskragt, abgedeckt. Unter diesen Traufen ragen drei Wehrerker hervor die jeweils auf dreifach abgestuften Kragkonsolen errichtet sind, zwischen denen sich je zwei rundbogige Maschikulis öffnen. Die Kragkonsolen sind unter jeder Stufe mit Masken skulptiert. In der Frontwand der Erker ist je eine Schießscharte ausgespart. Im oberen Turmbereich finden sich noch verschiedene kleine rechteckige Öffnungen und kreuzförmige Schießscharten.
Das Gelände im Bereich des Chorhauptes ist hier so stark abgefallen, dass die Außenwände der Krypta, die denen des Chorhauptes entsprechen, zu großen Teilen aus ihm herausragen. Das erlaubt eine recht gute Tagesbelichtung mit kleinen rundbogigen Fenstern, jeweils unter den Fenstern des Chorumgangs und der Kapellen.

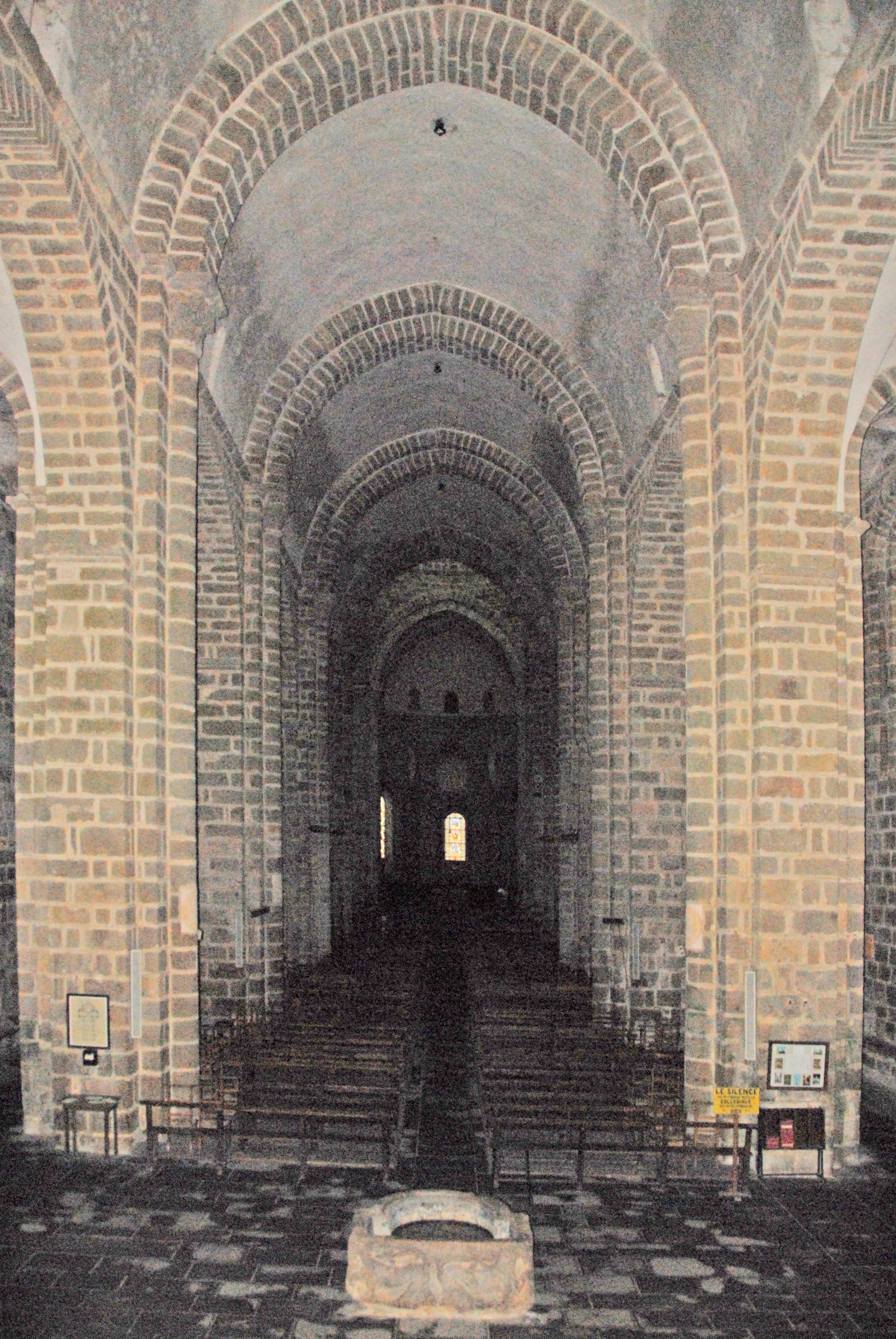
Mittelschiff aus 1. Joch

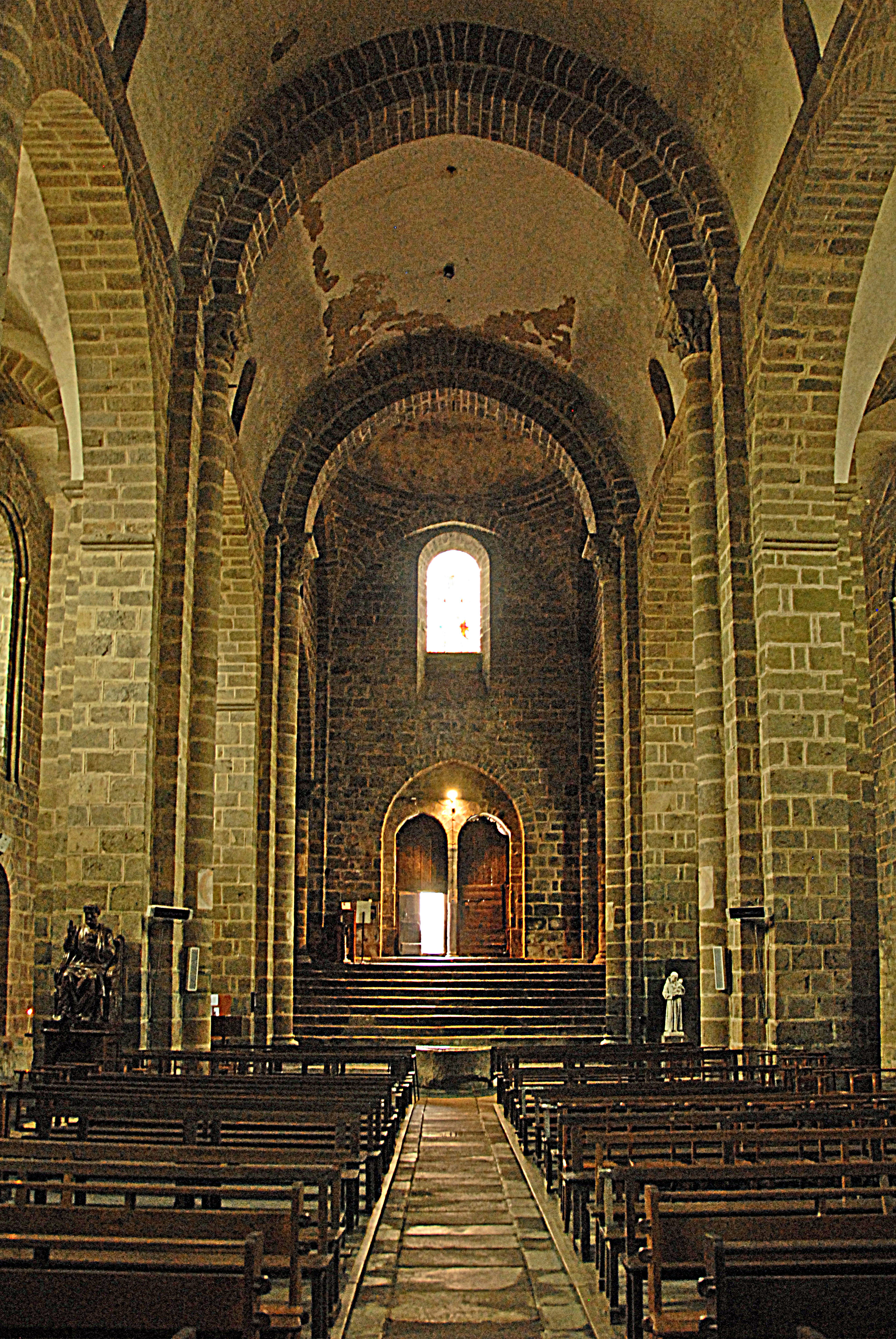
Mittelschiff aus 3. Joch n. hinten

### Inneres
Nahezu alle Wände, Bögen, Pfeiler, Vorlagen und ähnlich Bauteile sind aus steinsichtigen, mittelformatigen Werksteinen aus dunkelgrauem Granit gemauert und mit hellem, fast weißen Mörtel verfugt. Gewölbeflächen, auch die Kuppeln sind mit hellem Mörtel glatt verputzt, das starke Zersetzungserscheinungen aufweist.

#### Langhaus
Das dreischiffige Langhaus steht auf einem lang gestreckten rechteckigen Grundriss, wird in fünf nahezu gleich breite Joche unterteilt und weist den Aufriss einer Pseudobasilika auf, ohne eine Obergadendurchfensterung. Letzteres führt im Zusammenwirken mit dem grauen Granit zu einem besonders dunklen Eindruck im Inneren des Mittelschiffs, besonders bei bedecktem Himmel. Im ersten Joch führt eine monumentale Treppe über die ganze Langhausbreite über zwölf Stufen abwärts die an die Zahl der Apostel erinnert.
Die Arkadenöffnungen der Scheidewände mit scharfen (rechtwinkligen) Laibungskanten sind verhältnismäßig hoch, wodurch die Kreuzgratgewölbe über den Seitenschiffen ebenfalls sehr hoch angeordnet sind. Die Ansätze der Arkadenbögen werden mit Kämpferprofilen markiert.

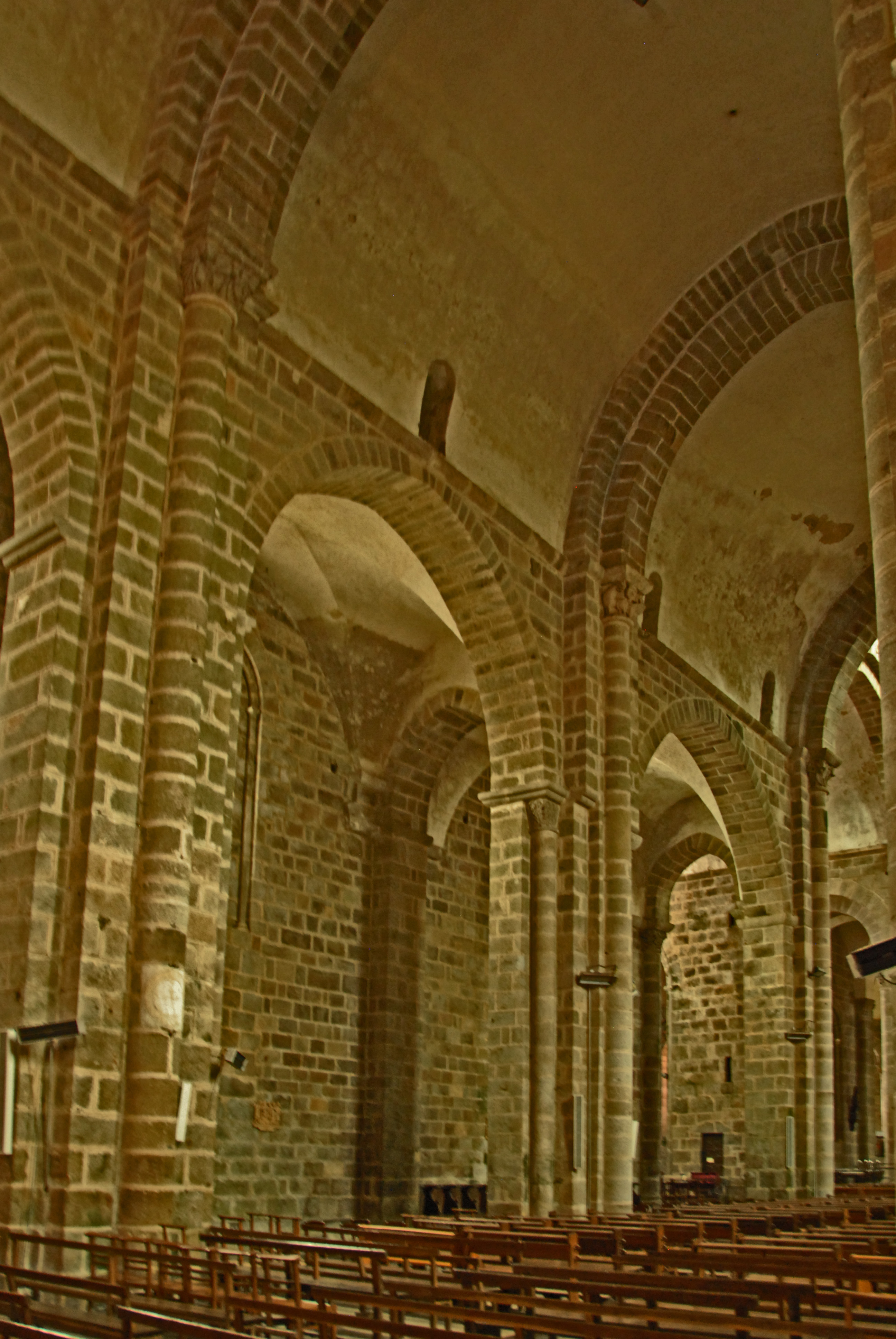
Mittelschiff, Nordseite, Joche 4+5

Die Ansätze der angespitzten Tonnengewölbe des Mittelschiffs liegen knapp über den Scheiteln der rundbogigen, schwach angespitzten Arkadenbögen und werden durch Kraggesimse in Form von Viertelstäben markiert. In unterschiedlichen Abständen gibt es oberhalb dieser Kraggesimse, ein oder zwei Mal pro Joch, kleine rundbogige Öffnungen, die in einer französischen Quelle als Lüftungsöffnungen der Dachräume gedeutet werden. Denkbar ist aber auch ihre Verwendung im Zuge der Verteidigungseinrichtungen als Schießscharten, gegen die in die Kirche eingedrungenen Angreifer.

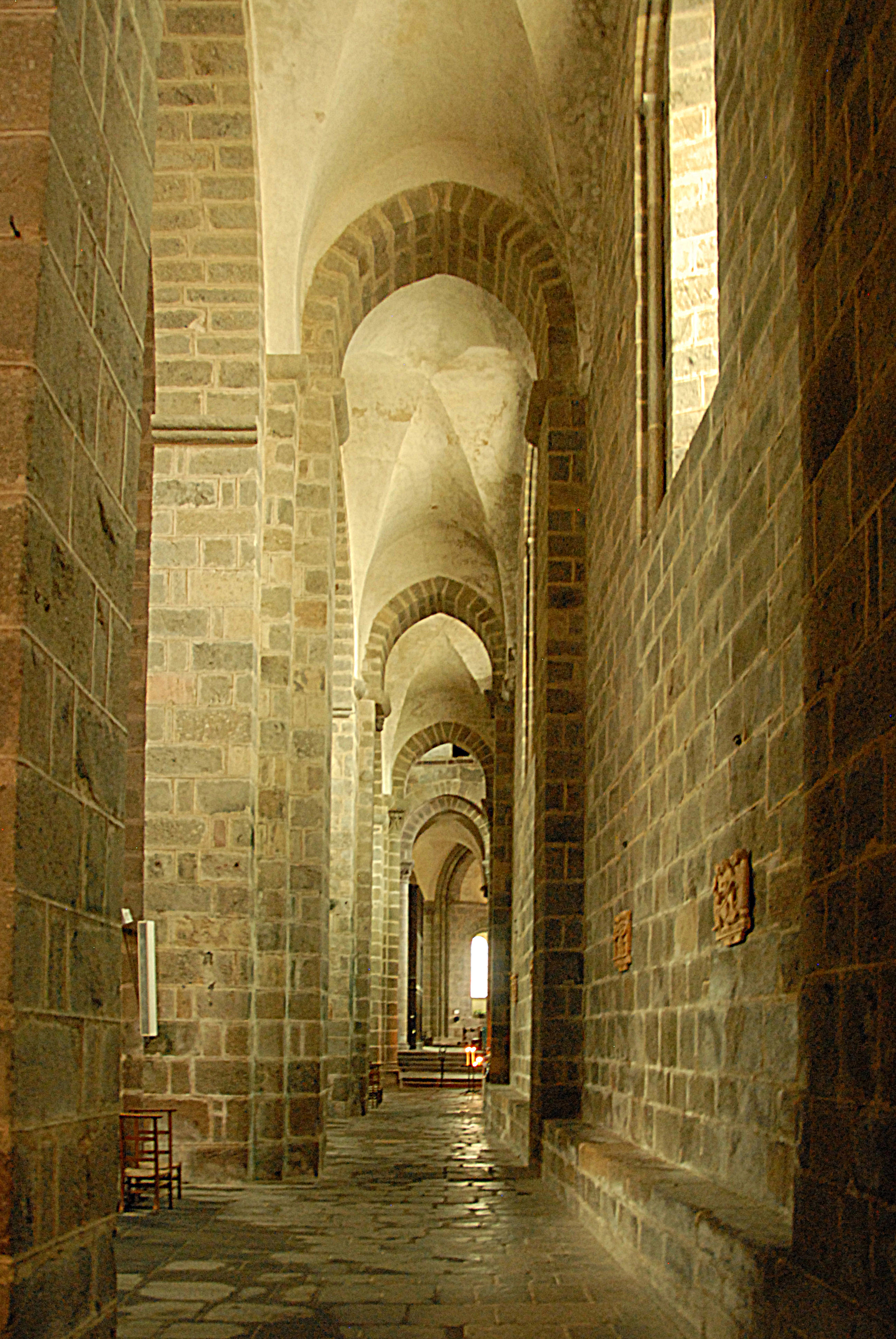
Südl. Seitenschiff aus 3. Joch

Die Pfeiler der Scheidewände weisen kreuzförmige Querschnitte auf, deren zu den Schiffen weisende Arme fast doppelt so breit sind wie diejenigen, die die Arkaden begrenzen. Sie sind so breit, wie die Scheidewände dick sind. Die zum Mittelschiff weisenden Kreuzarme werden weiter oben neben den Bogenzwickeln zu Wandpfeilern und gehen die in Höhe der Gewölbeansätze in gleich breite gewölbetragende Gurtbögen über. Diesen senkrechten Vorlagen sind halbrunde alte Dienste vorgeblendet, die mit pflanzlich skulptierten Kapitellen und kräftigen profilierten Kämpfern ausgerüstet sind. Diese Kämpfer werden um die scharfkantigen Wandvorlagen herumgeführt und stoßen gegen die gleich hohen Viertelstäbe in Höhe der Gewölbeansätze. Über den Kämpfern steigen weitere Gurtbögen auf, die die breiten Gurtbögen unter den Gewölben unterstützen und mit ihnen verschmelzen. Die Pfeiler zwischen den Jochen vier und fünf weisen mittelschiffseitig bis unter die Kämpfer der Bogenansätze Rückversätze ihrer Laibungskanten auf, in die halbrunde Dienste eingestellt sind, die mit skulptierten Kapitellen ausgerüstet sind.
Die zu den Seitenschiffen weisenden breiten Kreuzarme der Pfeiler reichen gut einen halben Meter höher hinauf, als die Bogenansätze der Scheidewandarkaden. Ihnen sind deutlich schmalere im Querschnitt rechtwinklige Pfeilervorlagen in gleicher Höhe vorgeblendet. Diesen stehen auf den Außenwänden der Seitenschiffe gleich breite und gleich hohe Wandpfeiler gegenüber, die aber tiefere Querschnitte aufweisen. Die Pfeilervorlagen tragen gleich breite ebenfalls scharfkantige, gestelzte Arkadenspitzbögen. Die Bogenansätze werden von Kämpferprofilen markiert, deren Sichtkanten großzügig gerundet sind. Zwischen den Keilsteinbögen und den Schildbögen der Gewölbe ist glatt verputztes Mauerwerk eingefügt. Die Gewölbegrate reichen hinunter bis auf die Kämpfer der Pfeilervorlagen. Auf den Außenwänden sind zwischen den Pfeilervorlagen um 60 Zentimeter hohe Sockel vorgemauert, die in Pilgerkirchen stets begehrt waren.
Das erste Joch des Mittelschiffs ist, statt mit einem Tonnengewölbe, mit einer Pendentifkuppel überdeckt worden. Die steinsichtigen Pendentifs, als Segmente einer Hängekuppel, sind untereinander an den Wänden des quadratischen Raums mit scharfkantigen runden, leicht angespitzten Keilsteinbögen verbunden, deren Enden jeweils paarweise auf im Querschnitt quadratischen Wandvorsprüngen in den Raumecken stehen, deren Treffpunkte von profilierten Kämpfern markiert werden. Die oberen Ränder der Pendentifs bilden den kreisförmigen Rand der eigentlichen halbkugelförmigen Kuppel und wird durch ein profiliertes Gesims markiert.

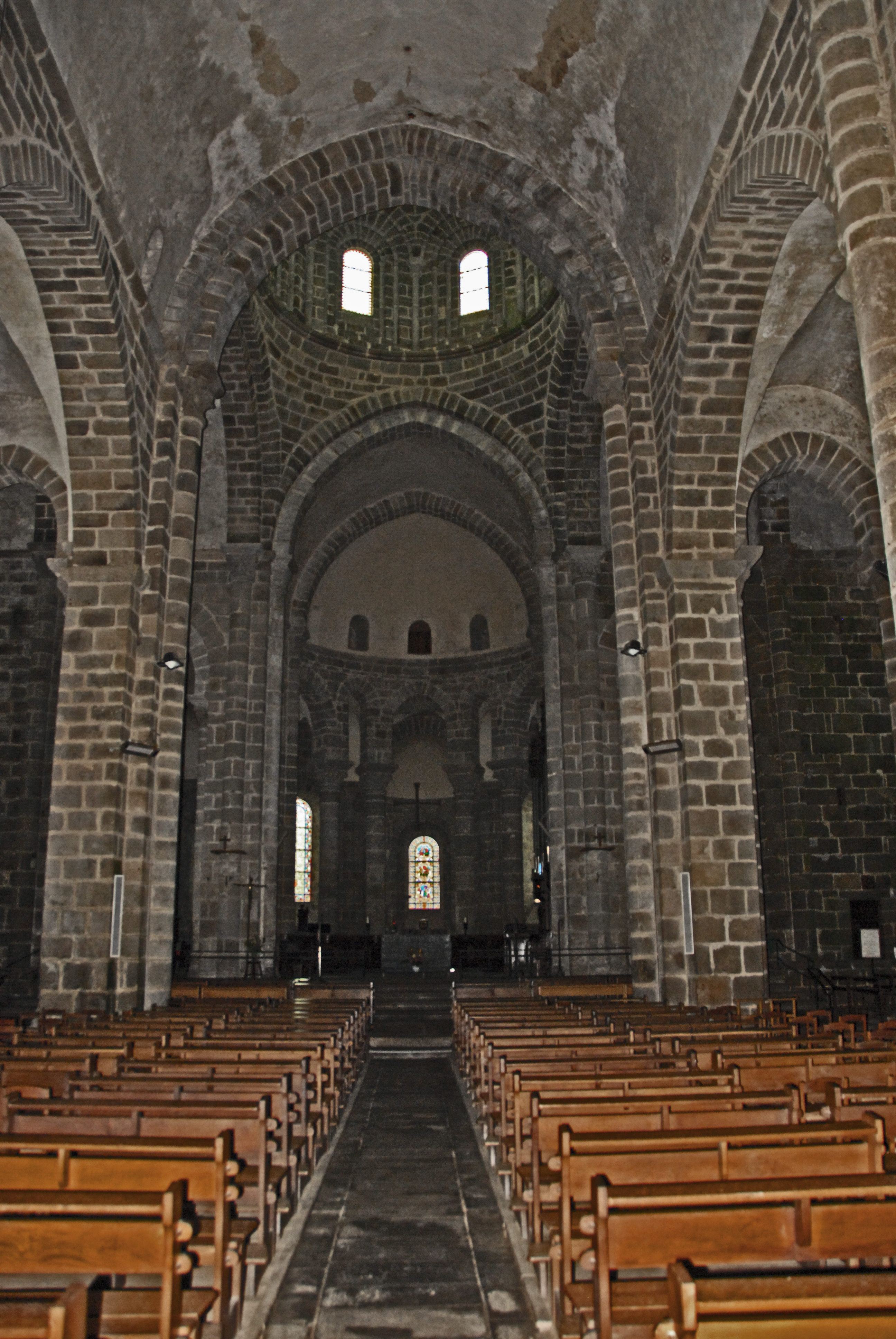
Vierung und Chor aus Mittelschiff

In allen Jochen der Seitenschiffe sind mittig in der oberen Wandhälfte rundbogige Fenster ausgespart deren Gewände und Brüstungen nach innen aufgeweitet sind. Ihre Gewändekanten weisen Rückversätze auf, in die dreiviertel runde Stäbe eingelassen und deren Bogenansätze mit schlichten Kapitellen markiert sind. Im dritten Joch auf der Nordwand ist eine einflügelige rechteckige Nebentür ausgespart. Die Brüstung des Fensters darüber ist etwas höher angeordnet worden als die übrigen.
Auf den westlichen Kopfseiten der Seitenschiffe findet man je ein kleines rundbogiges Fenster. Kurz daneben sind kleine Türen zu den Spindeltreppen im massiven Mauerwerk eingelassen.
In der westlichen Wand des Mittelschiffs befindet sich eine große rundbogige, aber angespitzte Blendarkade des Hauptportals, in deren Rückwand zwei einflügelige ungewöhnlich hohe Portalöffnungen mit angespitzten Rundbögen ausgespart, deren Bögen sich gemeinsam auf einer Säule treffen, die von einem Kapitell abgeschlossen wird. Mittig über dem Portal ist ein großes rundbogiges Fenster ausgespart, das mit seinem Scheitel fast den Bogen zwischen den Pendentifs berührt. Seine Gewände schwach leicht nach innen aufgeweitet, seine Brüstung aber abwärts steil abgeschrägt.
Die Arkaden in der Wand zum Querschiff und deren Pfeiler unterscheiden sich kaum von den jochteilenden Arkaden, sowohl im Mittelschiff wie in den Seitenschiffen.

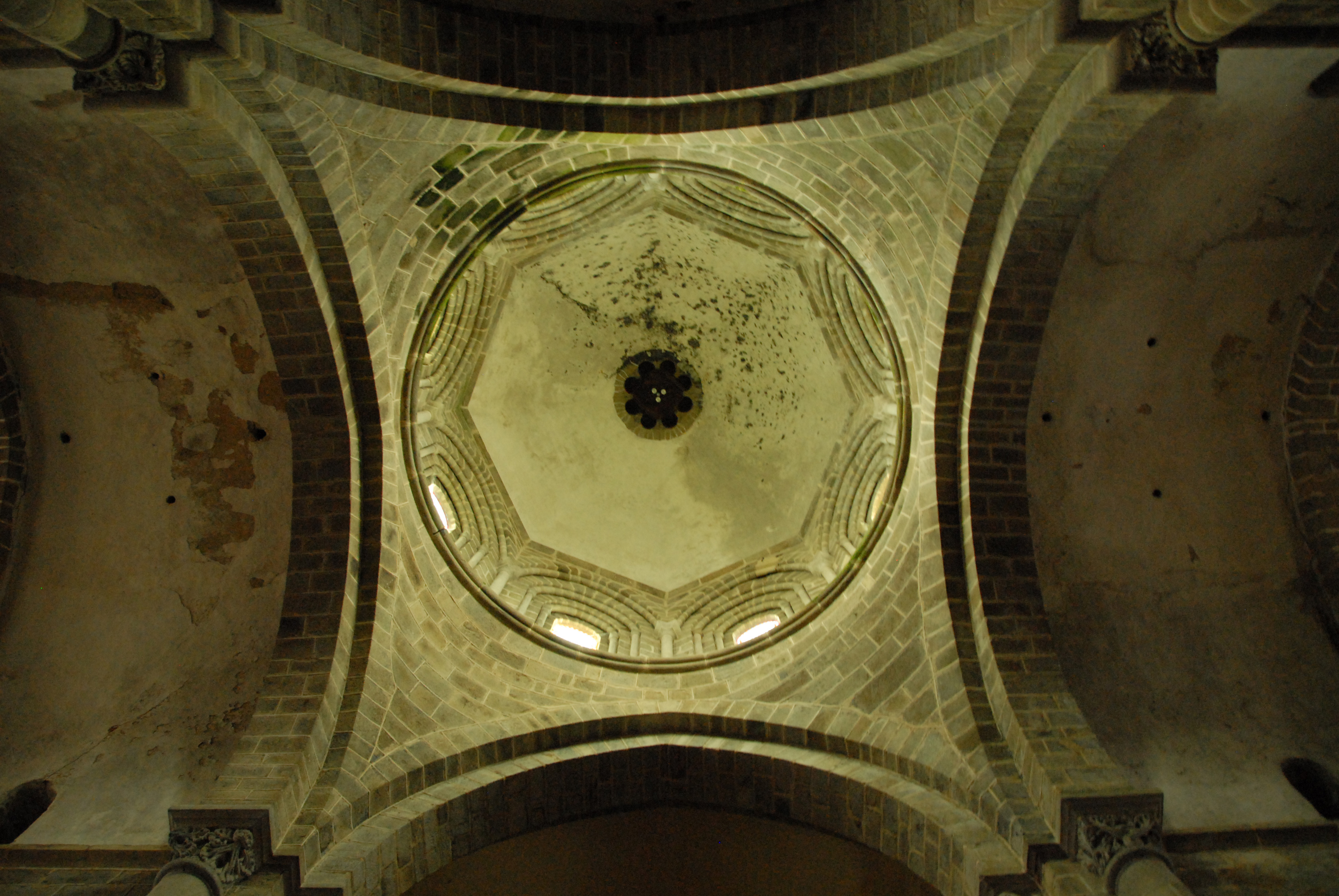
Pendentifkuppel über Vierung

#### Querhaus mit Vierung
Die Gewölbeansätze des Mittelschiffs werden von denen des Querschiffs und des Chors in Form und Höhe übernommen. Das gilt auch für die Kämpferprofile in derselben Höhe, die alle Teile der Pfeiler umschließen. Die Querschiffarme sind geringfügig schmaler, als das Mittelschiff, und werden von angespitzten Tonnengewölben überdeckt. Sie werden in Verlängerung der Außenwände der Seitenschiffe und des Chorumgangs unterteilt durch Arkaden aus halbrunden Diensten und im Querschnitt rechteckigen Gurtbögen. Ihre Bogenansätze werden durch pflanzlich skulptierte Kapitelle und weit ausladende Kämpferprofile markiert.

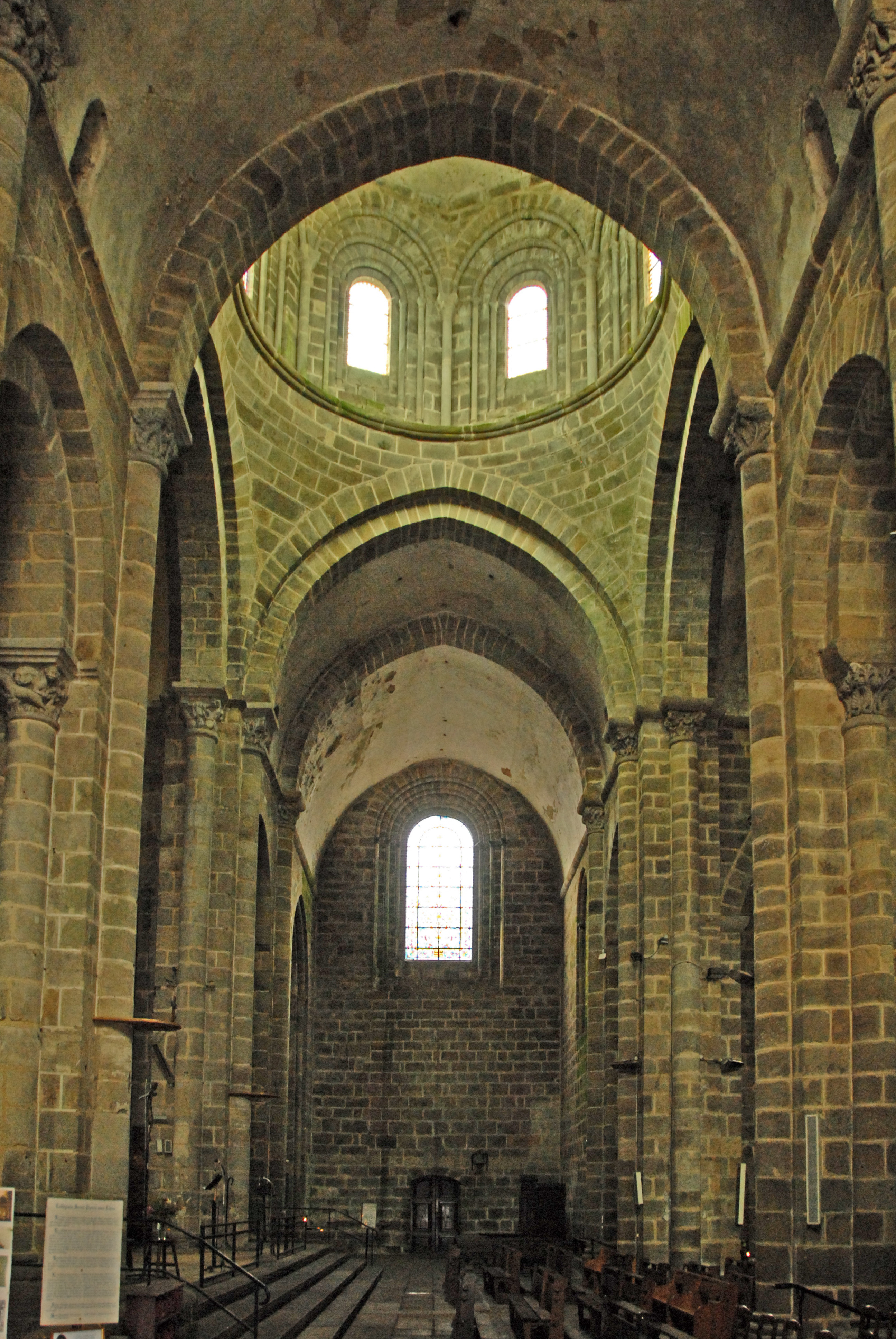
Vierung u. südl. Querhausarm

In der Giebelwand des südlichen Querhausarms ist in der oberen Hälfte ein großes rundbogiges Fenster ausgespart, dessen Laibungen dreifach rückgestuft und in deren Winkel dreiviertel runde Stäbe eingearbeitet sind. Ihre Bogenansätze werden von Kapitellen markiert. Auch die Brüstung ist abgetreppt. Am unteren Rand ist in der Mitte eine zweiflügelige Tür installiert in einer rechteckigen Öffnung, die von einem Stichbogen überdeckt ist. Hier gab es eine Verbindung zu den ehemals anschließenden Konventsgebäuden.
In der Giebelwand des nördlichen Querhausarms ist ein fast gleiches Fenster, wie im südlichen ausgespart. Genau darunter befindet sich die große zweiflügelige Portalöffnung mit angespitztem Rundbogen.
In den äußeren Abschnitten der Ostwände der Querhausarme öffnen sich rundbogige Arkaden der Apsiden der Querhauskapellen. In Rückversätze der Laibungskanten sind dreiviertel runde Stäbe eingelassen, deren Bogenansätze mit Kapitellen markiert sind. Das Gewölbe besteht aus einem kurzen Stück Tonne an das eine halbe Kugelkalotte unmittelbar anschließt. Es wird von drei rundbogigen Blendarkaden getragen, die auf halbrunden jungen Diensten mit Kapitellen stehen. In der zentralen Arkade ist ein kleines rundbogiges Fenster ausgespart mit nach innen aufgeweiteten Gewänden, deren Kanten in Rückversätze aufgelöst sind, in die wiederum teilrunde Stäbe mit Kapitellen eingefügt sind.
Die Vierungspfeiler, die die Pendentifkuppel der Vierung gemeinsam mit den Lasten des Glockenturms tragen, besitzen im Grundriss fast quadratische Kerne und weisen jeweils auf drei Seiten halbrunde alte Dienste auf, und zwar zwei Mal zu den Vierungsarkaden und ein Mal zu den Seitenschiffen oder zum Chorumgang hin. Die Anschlüsse der Scheidewände bleiben rechteckige Vorlagen. Die Dienste sind wieder mit pflanzlich skulptierten Kapitellen und weit ausladenden Kämpferprofilen- ausgerüstet Die Kanten der darüber aufstehenden Gurtbögen weisen starke Rückversätze auf, wie bei denen im Mittelschiff. Diese Rückversätze bilden gleichzeitig die Bögen zwischen den Pendentifs, die bis auf die Kanten der Pfeilerkerne hinabreichen. Die Pendentifs werden oberseitig gemeinsam abgeschlossen mit einem kreisrunden doppelten Rundstabprofil. Die zu den Querschiffarmen weisenden Bogenkanten sind nicht abgestuft.
Darüber steht ein achteckiger Tambour auf in dessen Seiten je ein kleineres rundbogiges Fenster ausgespart ist. Seine Laibungen sind dreifach zurückgestuft, in deren Innenwinkel schlanke Rundstäbe eingelassen sind, deren Bogenansätze mit schlichten Kapitellen markiert sind. Die äußeren gebogenen Stäbe treffen sich jeweils gemeinsam auf einem etwas stärkeren Säulchen in den Ecken des Tambours. Die Brüstungen der Fenster sind steil nach innen abgeschrägt. Unmittelbar auf den äußeren Keilsteinbögen schließt ein abgerundetes Kragprofil den Tambour ab. Darauf ruht eine achteckige Kuppel, deren Grate kaum wahrnehmbar sind. Im Scheitel der Kuppel öffnet sich ein achtpässiger Oculus, durch den die Glocken transportiert werden können, vermutlich auch Baumaterial und Gerätschaften, bei der Errichtung und späteren Wartung des Turmes.

Galerie Vierung und Vierungskapitelle
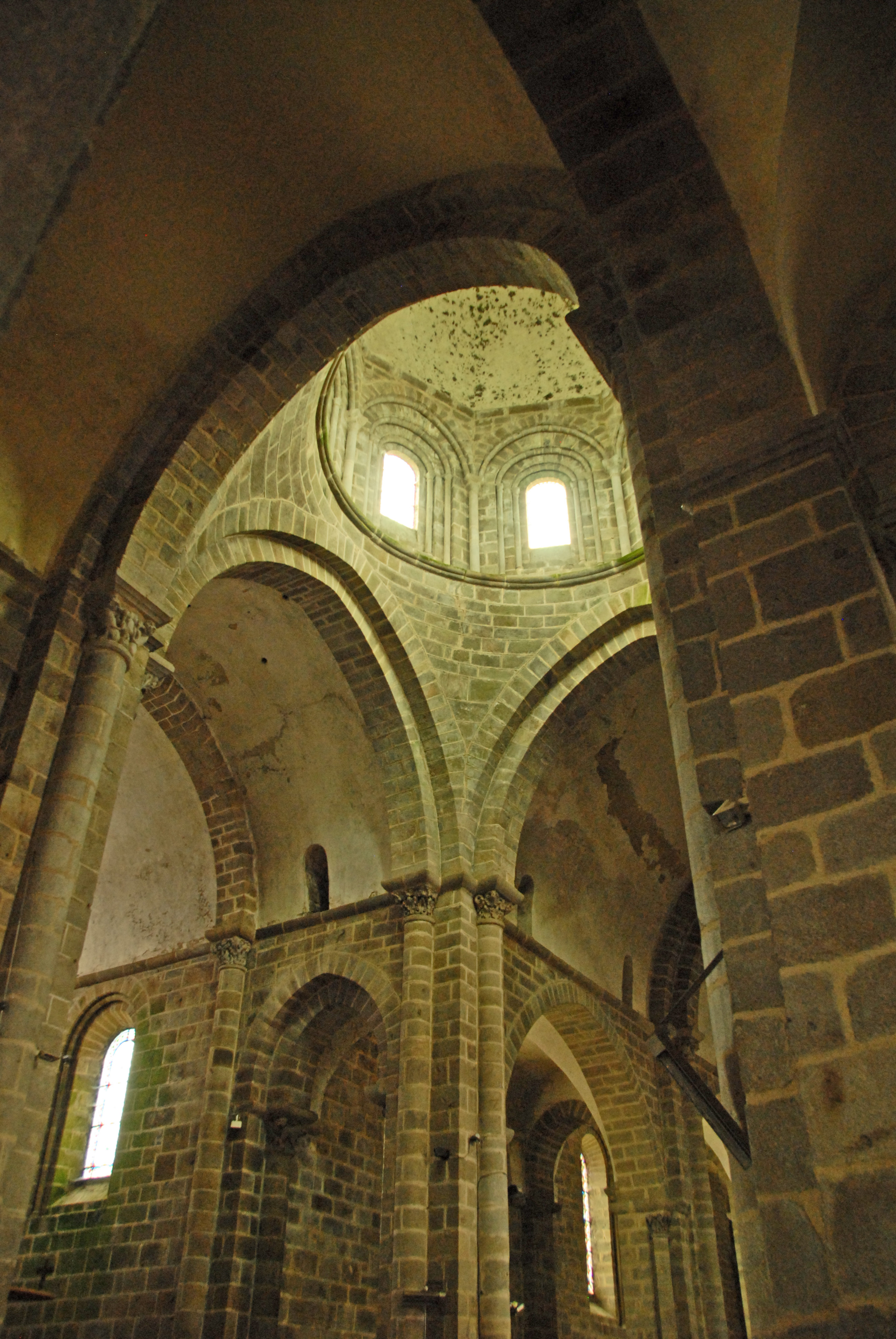
Vierung, südl. Querhausarm, Mittelschiff
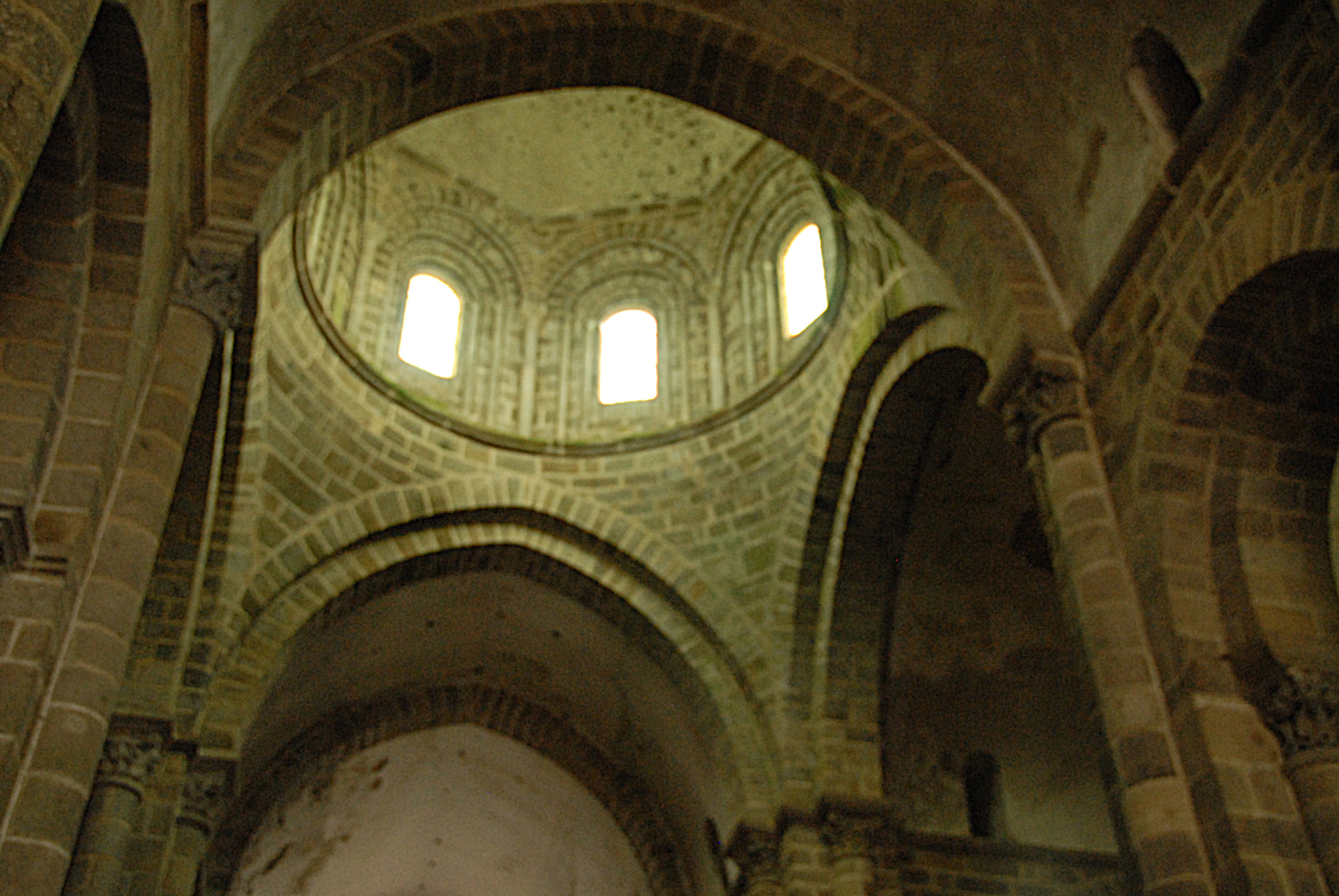
Vierung, Pendentifs und Tambour
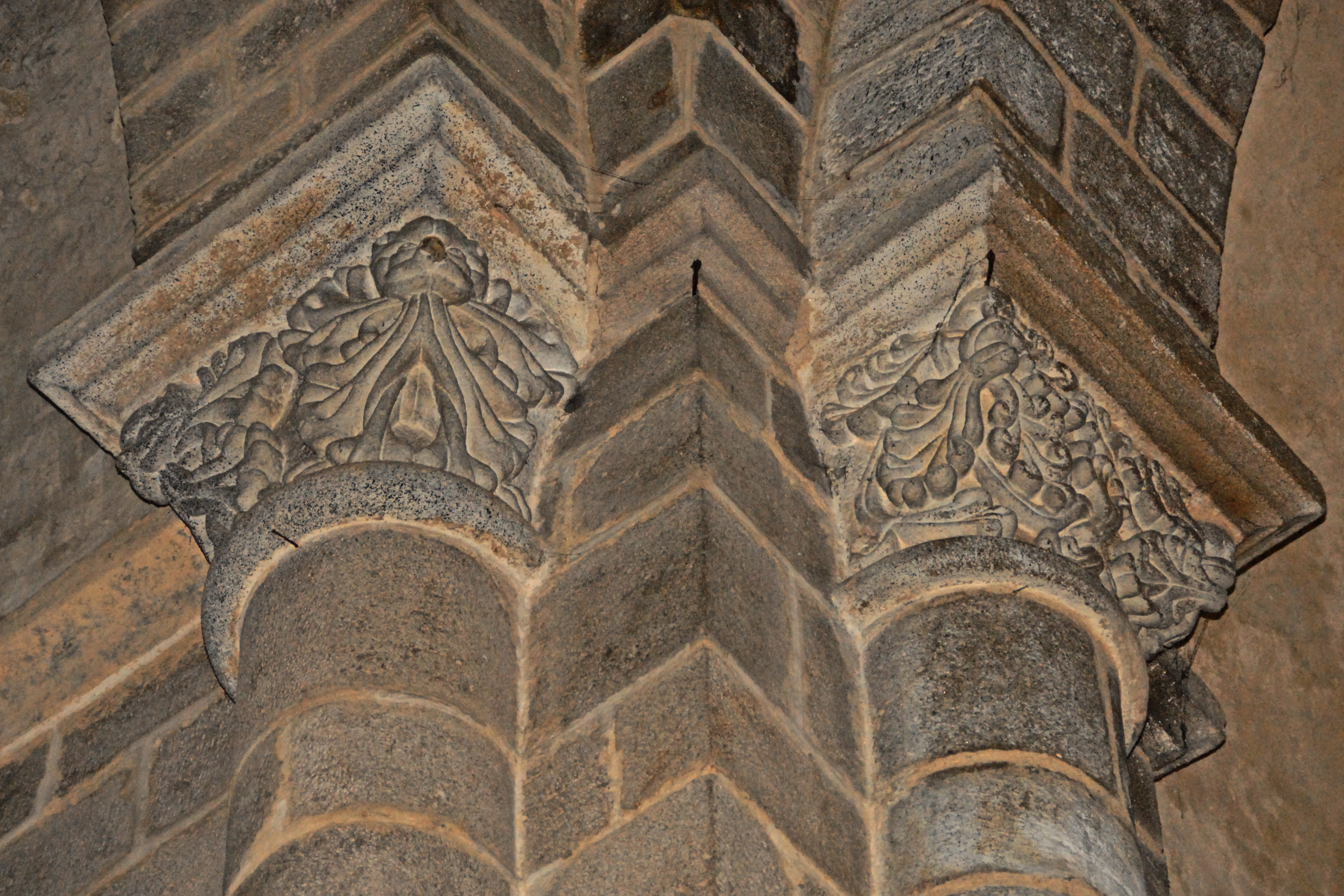
2 Vierungskapitelle, Fratze frisst Ranken
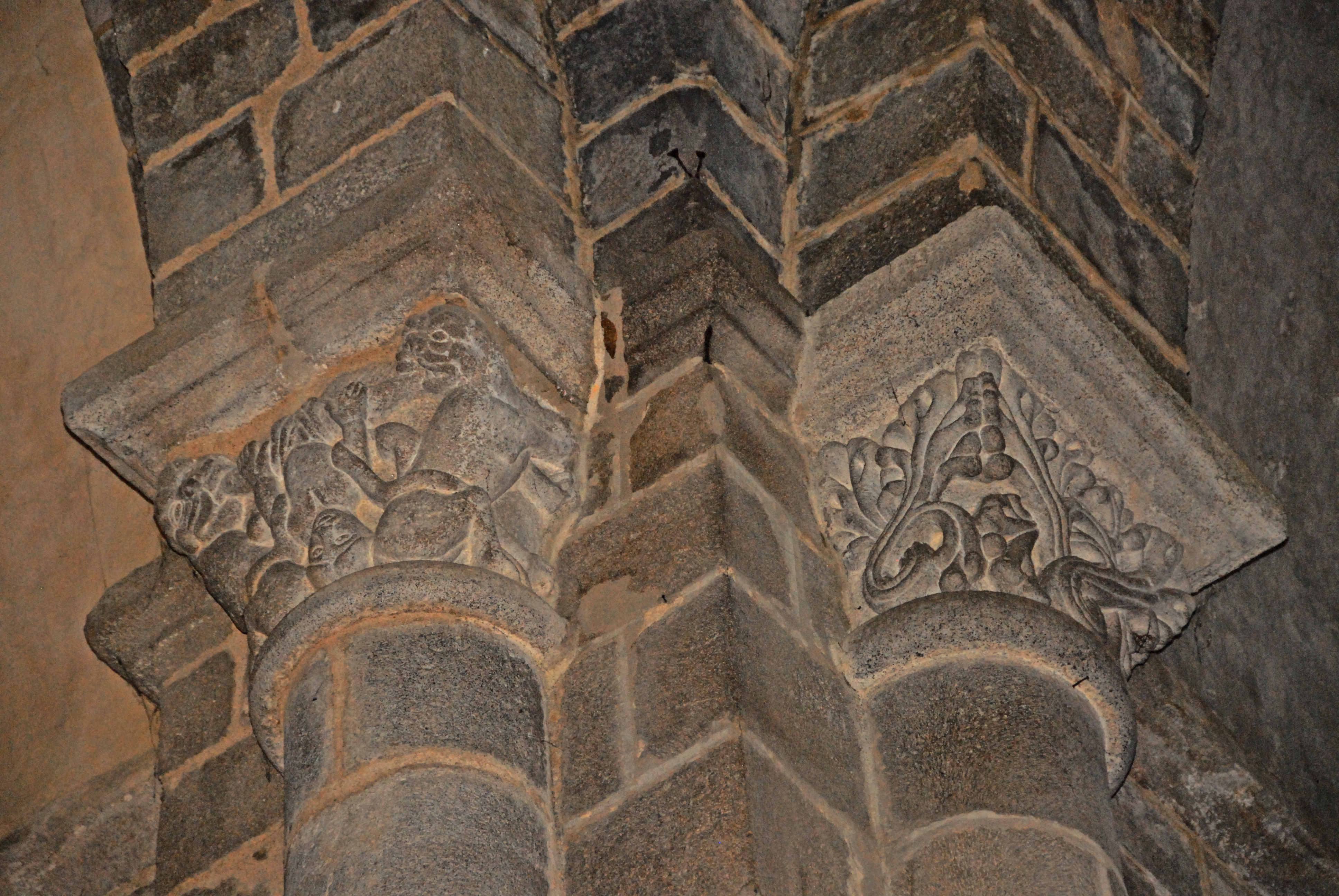
2 Vierungskapitelle, 2 Löwen halten Mensch überkopf

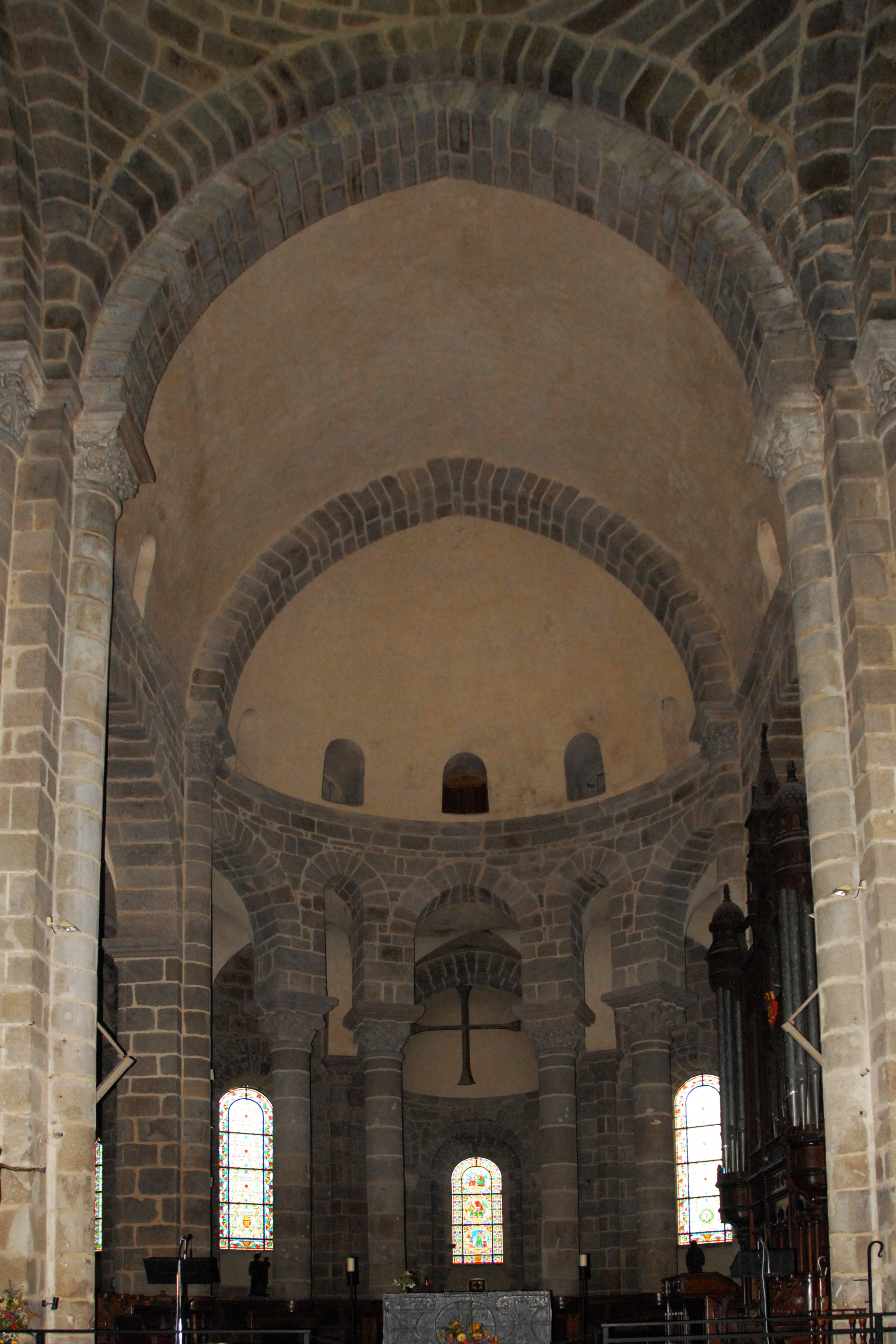
Chor aus Vierung

#### Chorhaupt
Das Chorhaupt besteht im Wesentlichen aus den Gebäudeteilen östlich des Querhauses, das heißt aus dem Chorraum, dem Chorumgang, auch Ambulatorium, und aus dem Kapellenkranz.
Der Chorraum besitzt lediglich ein rechteckiges Chorjoch, etwa in Breite des Mittelschiffs, an das sich eine im Grundriss halbkreisförmige Chorapsis anschließt.
Der Chorumgang beginnt beidseitig des Chorjochs in Verlängerung der beiden Seitenschiffe und wird in gleicher Breite um die Rundung der Apsis zirkular herumgeführt. Die drei Radialkapellen des Kapellenkranzes bestehen aus der mittleren Scheitelkapelle und den beiden benachbarten Kapellen, die vom Mittelpunkt der Apsis- und Umgangsrundung ausgehend um genau 45 Grad radial abgeschwenkt sind.

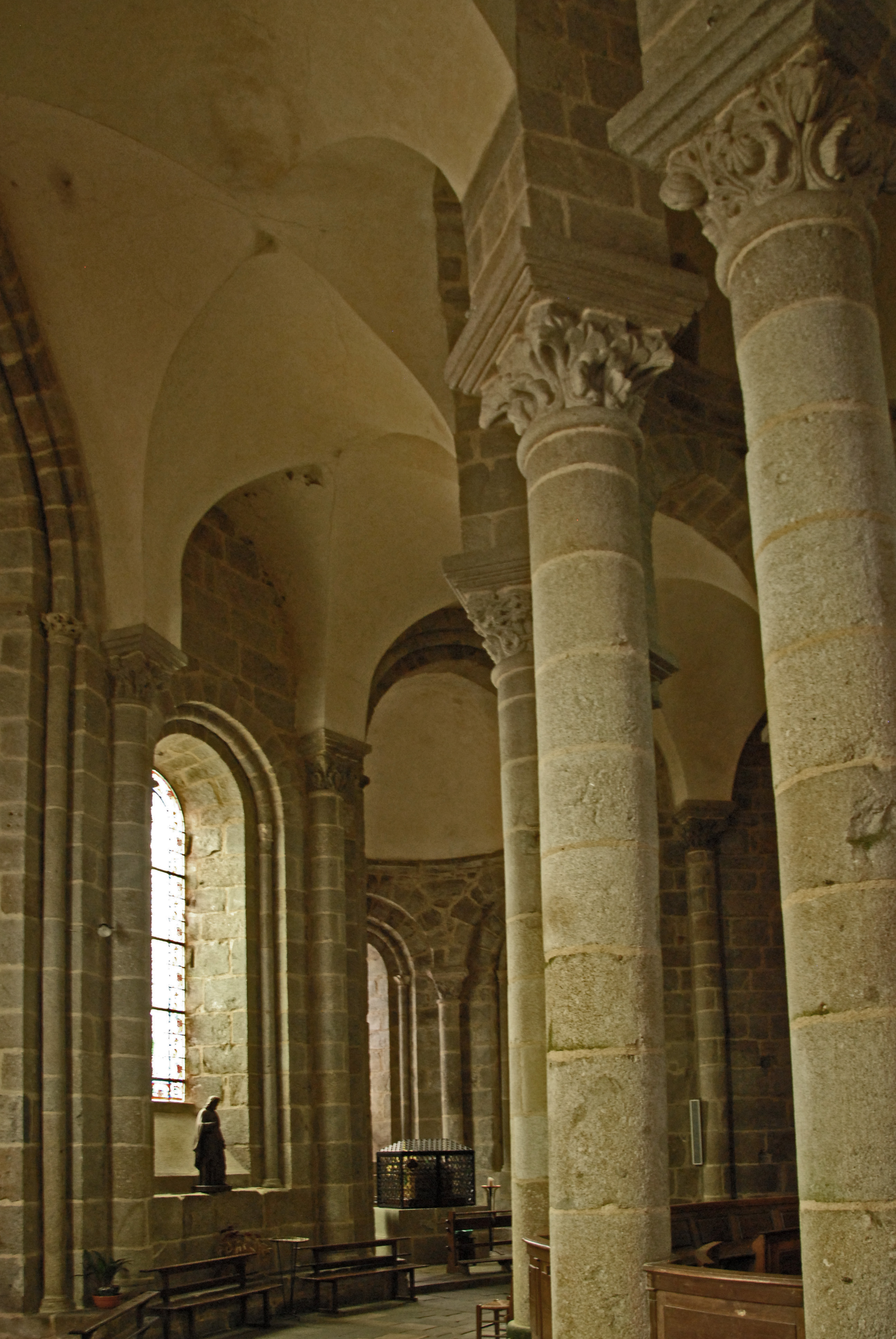
Ambulatorium

Das Chorjoch wird überdeckt von einem angespitzten Tonnengewölbe, dessen Ansätze genau auf Höhe derjenigen des Mittelschiffs und der Querschiffarme liegen und wie diese markiert sind. Die Scheidewände zwischen Chorjoch und Umgang sind mit rundbogigen scharfkantigen Arkadenöffnungen durchbrochen, deren Scheitel ein Stück unter den Gewölbeansätzen bleiben. Ihre Bogenansätze werden von profilierten Kämpfern markiert. Chorjoch und Chorapsis werden getrennt von einer Arkade aus alten Diensten, mit skulptierten Kapitellen und profilierten Kämpfern, auf denen ein rechtwinkliger Gurtbogen aufsteht. Die gekrümmte Scheidewand zwischen der Chorapsis und dem Ambulatorium ist nur noch zwei Mauerschichten hoch zuzüglich dem abschließenden Gesimsprofil. In diesem Bereich schließt das gekrümmte Kreuzgratgewölbe an. Die Scheidewand wird von fünf gleich hohen aber unterschiedlich breiten Arkaden der Apsisgalerie getragen. Die gleiche Höhe wird erreicht durch unterschiedlich hohe Stelzungen der scharfkantigen Arkadenbögen. Die äußeren Arkaden und die zentrale sind deutlich breiter als die beiden sie trennenden sehr schlanken Arkaden. Die fast quadratischen Stelzungen stehen auf massiven Säulen, die mit pflanzlich skulptierten Kapitellen und weit ausladenden mehrfach profilierten Kämpfern ausgerüstet sind, die radial ausgerichtet sind. Die äußeren Arkadenbögen gehen außenseitig in die scharfkantigen Pfeiler des Chorjochs über. Das Apsisgewölbe besitzt die Form einer halben Kugelkalotte. In beiden Chorgewölben sind insgesamt sieben kleine rundbogige Öffnungen ausgespart, wie man sie auch bei den anderen Gewölben kennt.
Auf der Außenwand des Ambulatoriums stehen halbrunde Dienste radial ausgerichtet gegenüber den Apsissäulen und -pfeilern. Die Abstände untereinander sind dementsprechend breiter. Die sie abschließenden Kapitelle und Kämpferprofile liegen auf der gleichen Höhen, wie die der Säulen. Die inneren Zwickel der Kreuzgratgewölbe schließen unmittelbar an die Bögen der Apsisarkaden an. Die äußeren Zwickel schließen mit entsprechend größeren und gestelzten Schildbögen an den Umgangsaußenwänden an. Die Grate der Gewölbefelder spannen jeweils diagonal von den Ecken der Bogenstelzungen über den Säulen, zu den Ecken der Kämpferplatten über den Diensten. Die vier Fenster in den Umgangswänden füllen fast die ganze Breite zwischen den Diensten. Ihre Scheitel liegen etwa in Höhe der Kapitellkämpfer. Ihre Gewände sind nach innen aufgeweitet ihre Brüstungen sind steil abgeschrägt. Die Gewändekanten weisen Rückversätze auf, in die dreiviertel runde Stäbe eingefügt sind, deren Bogenansätze mit Kapitellen markiert sind.
Die Radialkapellen gleichen den Querhauskapellen. Jedoch ist in jedem ihrer drei Blendarkaden ein Fenster ausgespart.

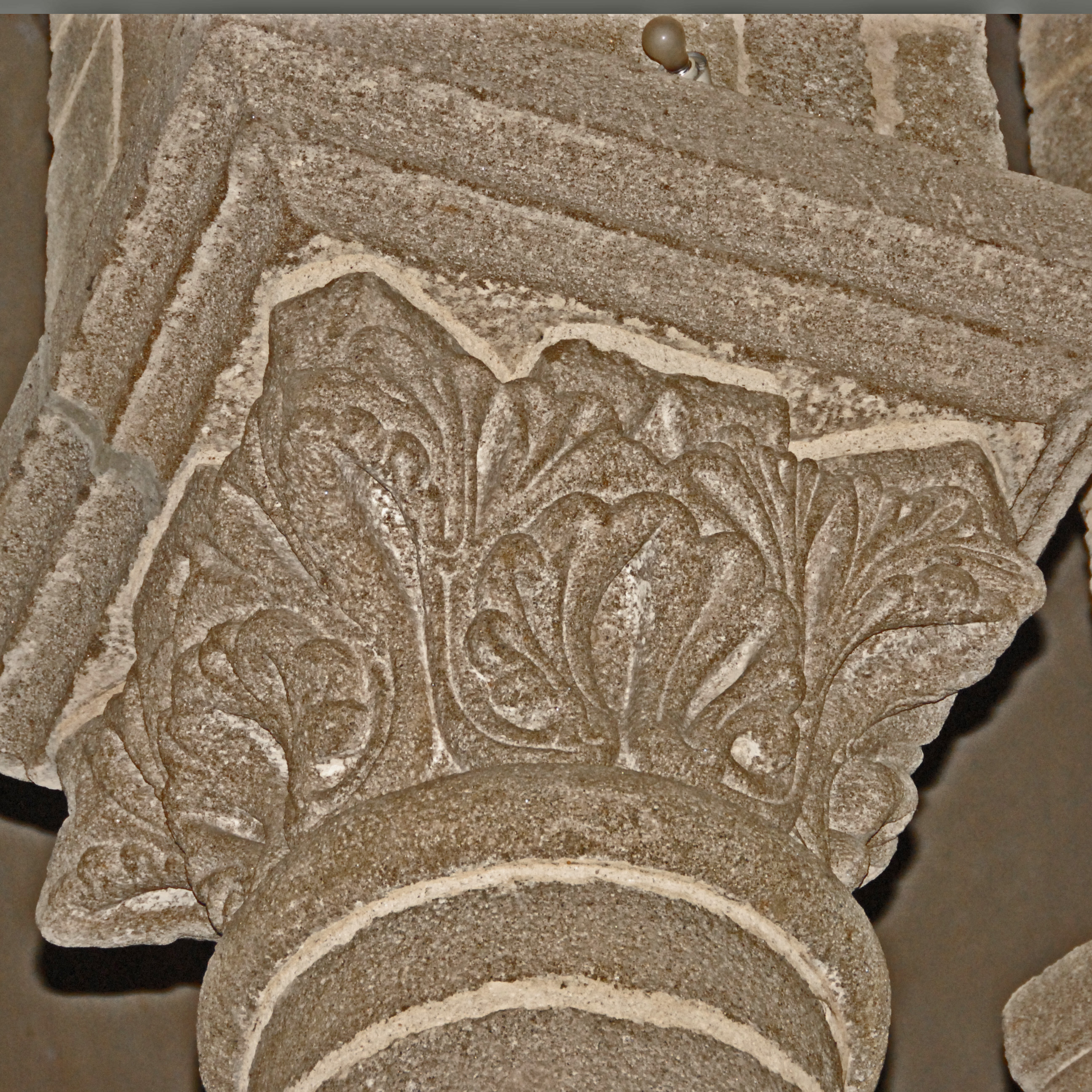
Chorkapitell, pflanzl. Skulptur

Galerie Chorkapitelle
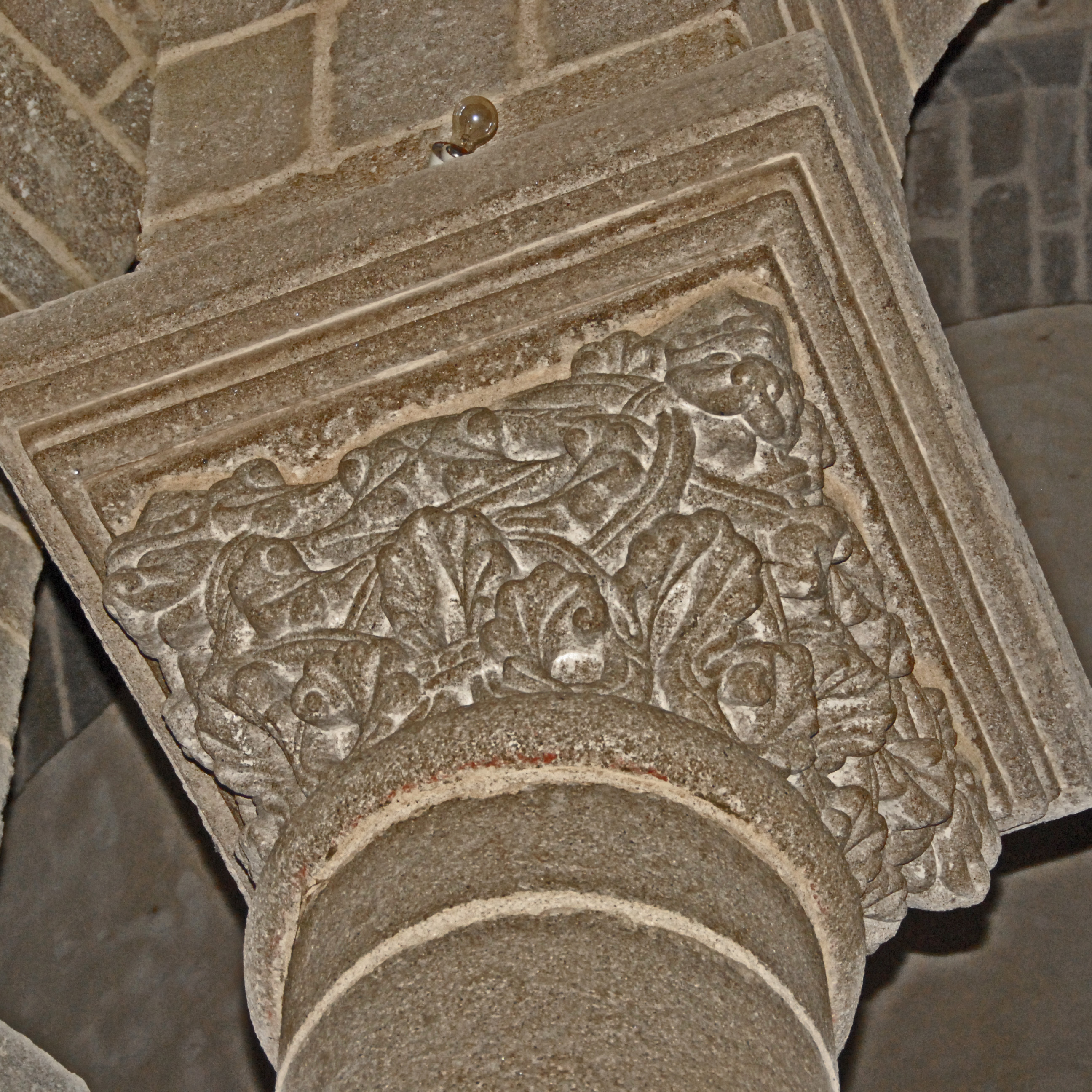
Chorkapitell, pflanzl. Skulptur
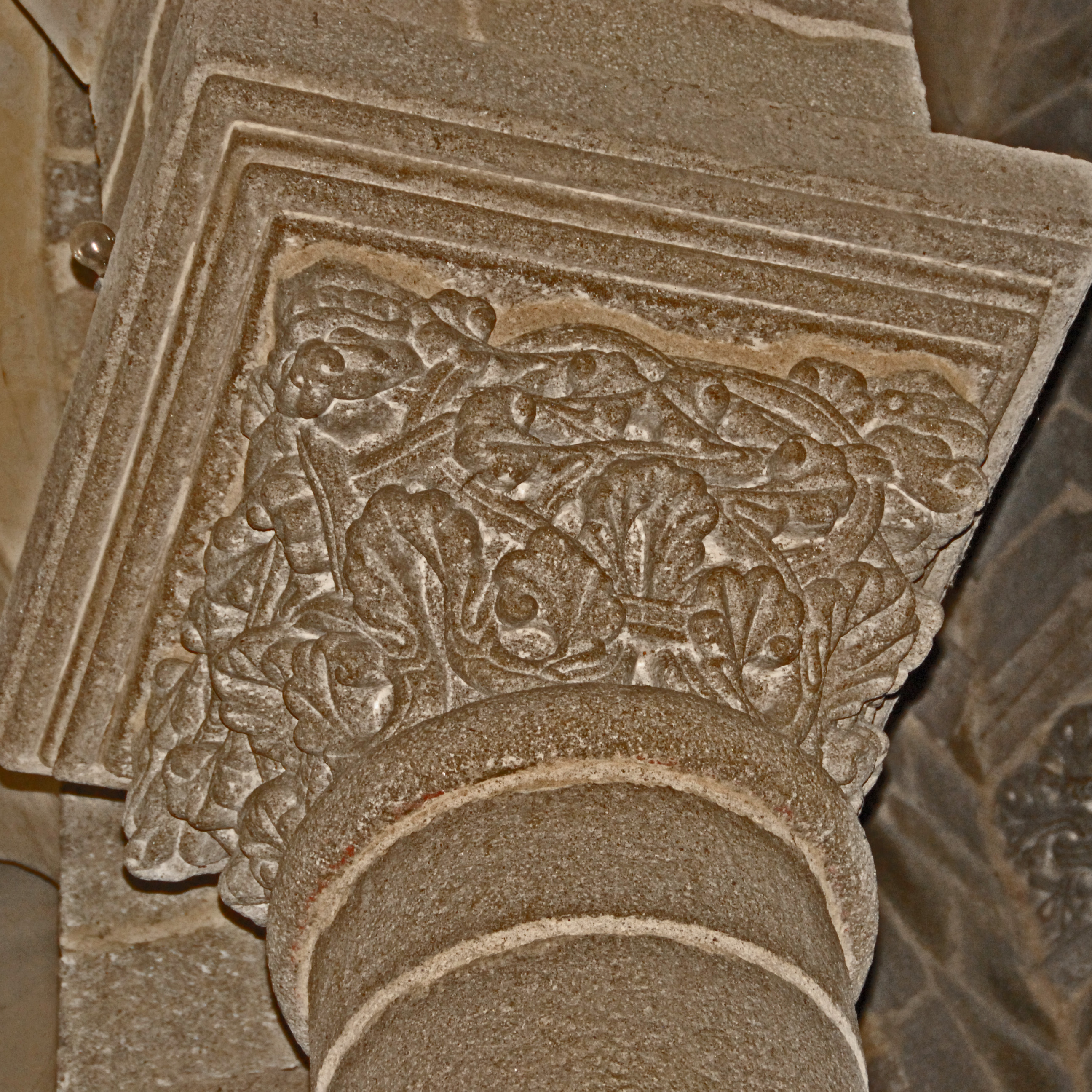
Chorkapitell, pflanzl. Skulptur
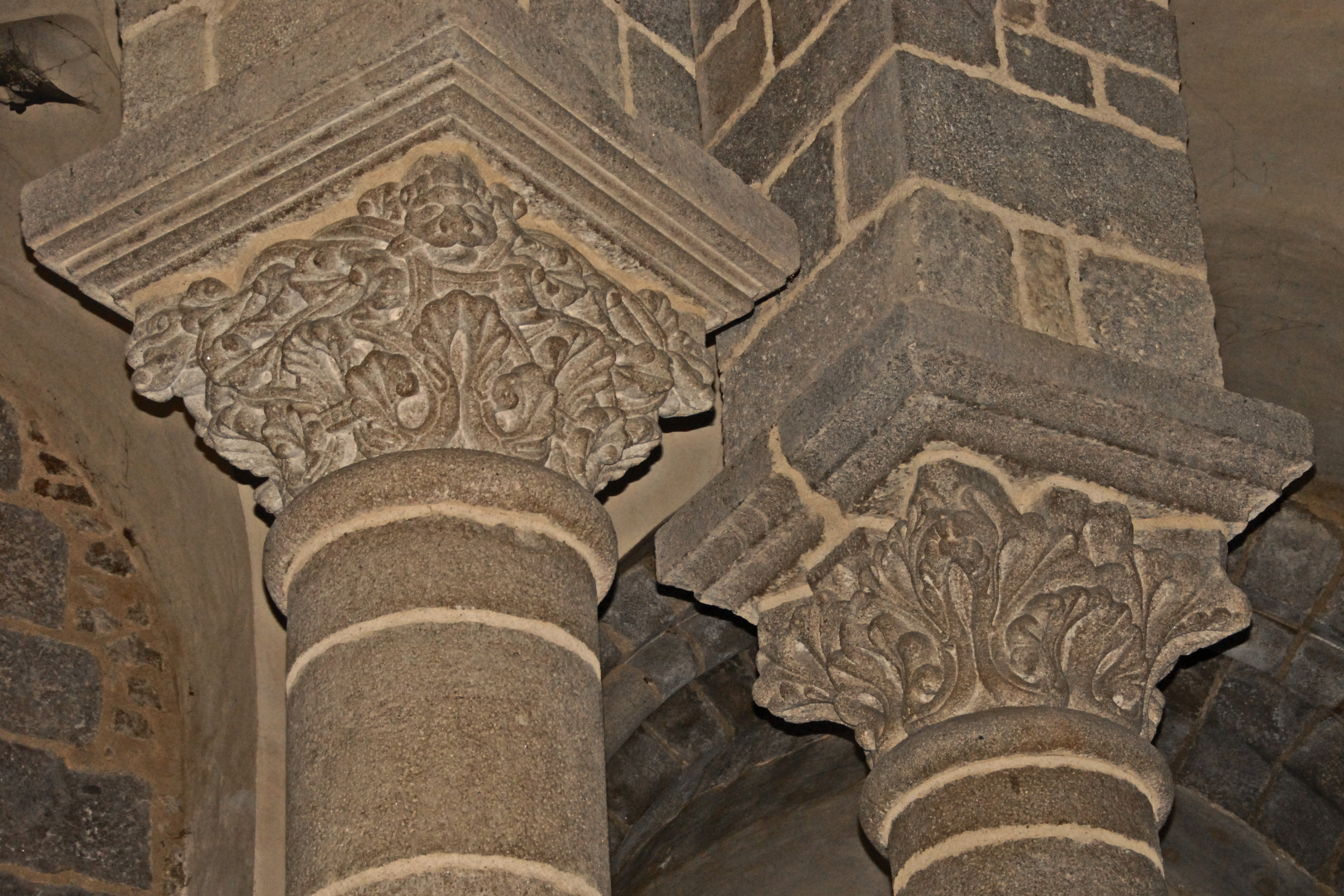
2 Chorkapitelle, pflanzl. Skulptur
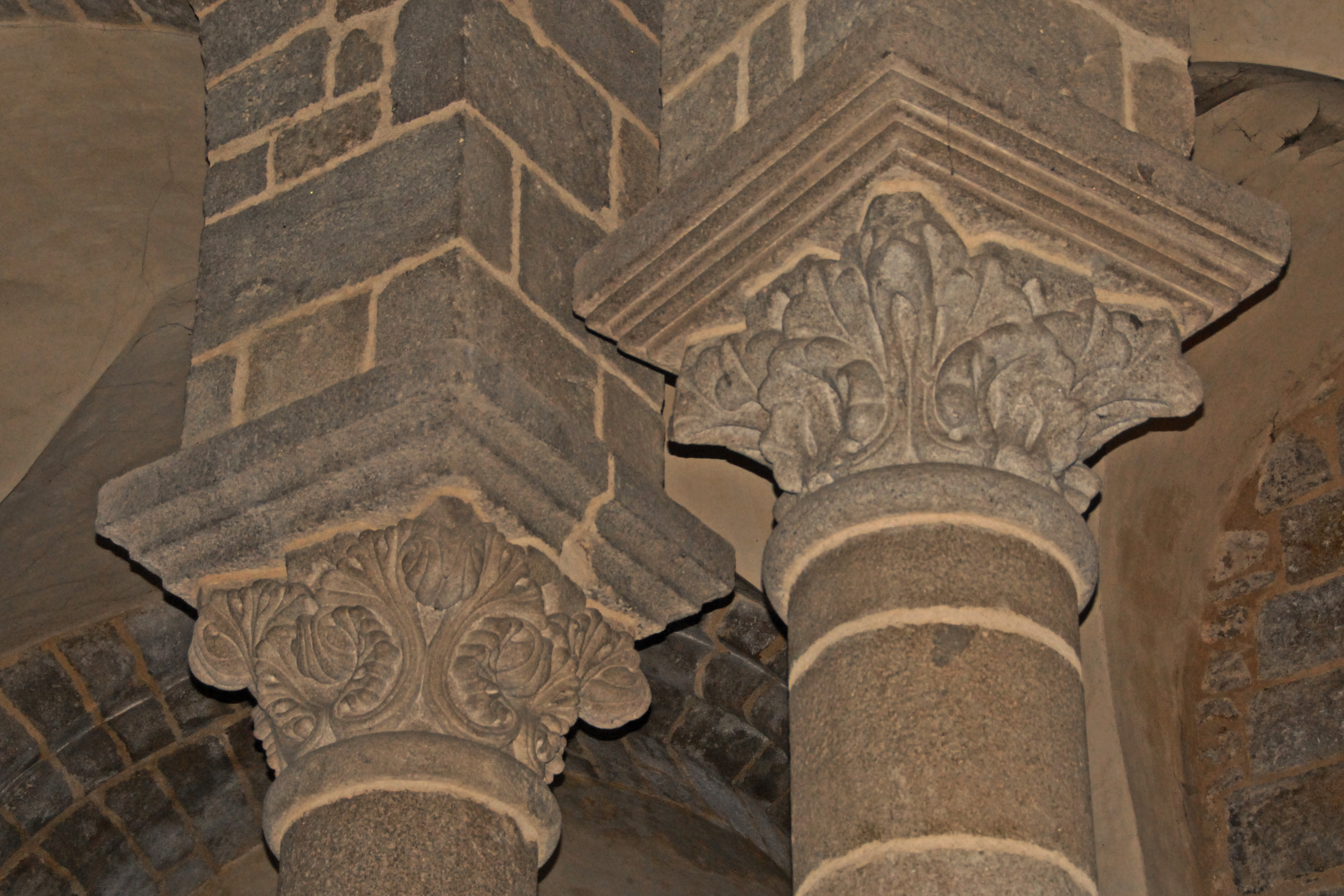
2 Chorkapitelle, pflanzl. Skulptur

### Krypta
Die Krypta war der erste Bauwerksabschnitt mit dessen Errichtung die Arbeiten an der Stiftskirche begonnen worden sind. Sie war der Hl. Anna gewidmet und enthielt früher den Sarkophag mit den Reliquien der lokalen Heiligen Israël und Theobald. Eine Krypta diente im Ursprung der sicheren Aufbewahrung und Ausstellung von Reliquien und wertvollen Kultgegenständen, die häufig in vergitterten Nischen, dem so genannten Martyrion ausgestellt waren. Selbst bei Verschluss der Krypta konnten die Gläubigen durch Öffnungen in den Treppenstufen, die zum Chor hinaufführen, den Reliquien nahe sein und zu ihnen Sichtkontakt aufnehmen, da sie meist von den aufgestellten Kerzen beleuchtet wurden. Die Öffnungen wurden hier später verschlossen.
Die Krypta erreicht man über eine Treppe aus dem südlichen Querschiffsarm. Ihr Grundriss stimmt weitgehend mit dem Ensemble des darüber befindlichen Chors, dessen Umgang und den Radialkapellen überein. Die kleinen Fenster in den Umgangswänden und Kapellen liegen über dem außen anschließenden Geländeniveau und sorgen für passable Beleuchtung mit Tageslicht. Das zweifach gebogene Tonnengewölbe des Chorumgangs ist leicht angespitzt, wird vom Chor durch eine etwa zwei Meter dicke Mauer getrennt und wird von fünf Öffnungen durchbrochen. Die drei Radialkapellen sind mit halben Kugelkalotten überwölbt. Das der Scheitelkapelle wird von vier Säulen unterstützt, die vermutlich im Zusammenhang mit der Aufstockung um einen Wehrturm eingebaut worden sind. Allein die Scheitelkapelle verfügt über einen Fliesenboden, die der anderen sind aus Ton. In der Nähe des Altars steht ein Taufbecken aus Granit in Form einer Säule, das auch zu religiösen Waschungen bei Gottesdiensten benutzt wurde.

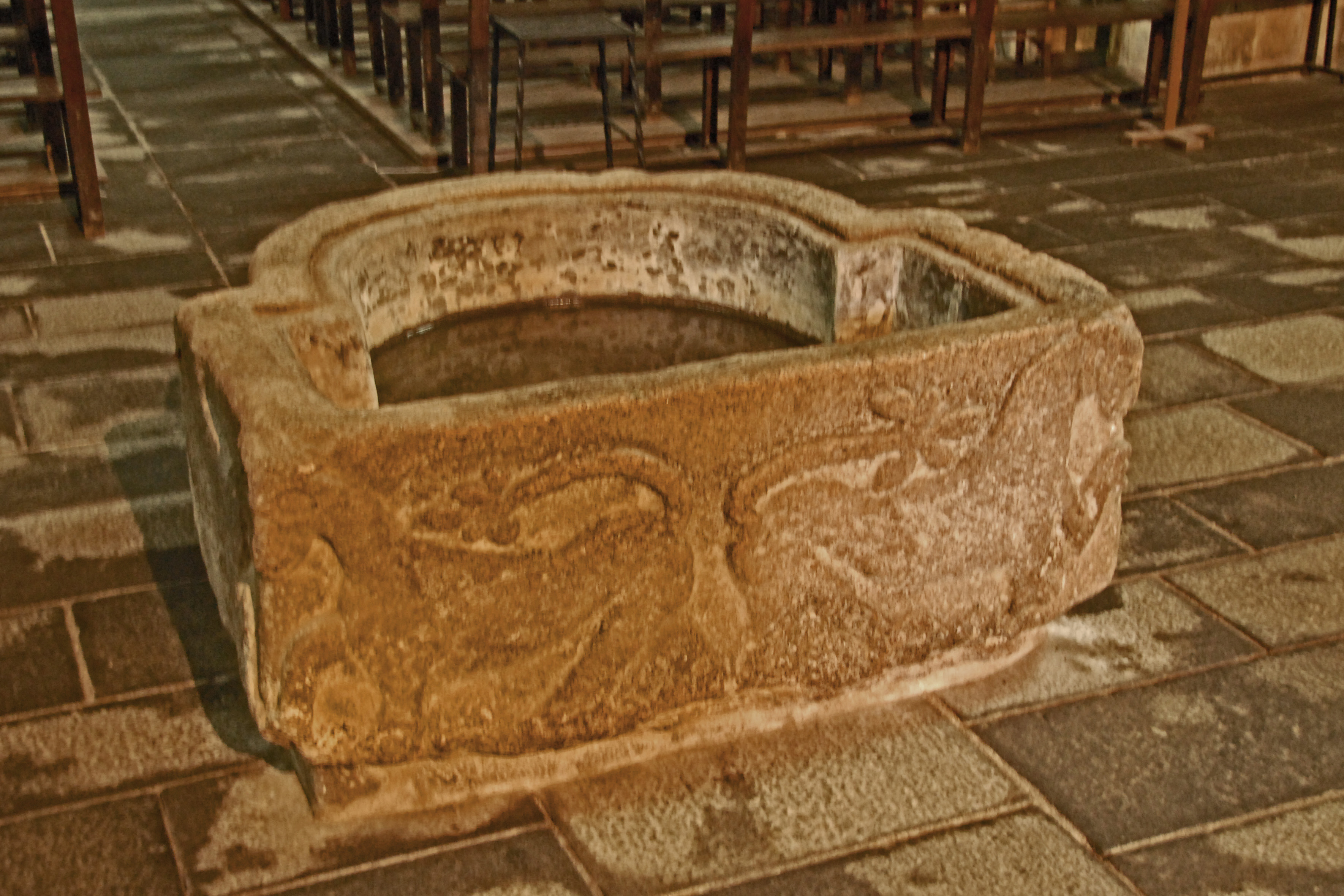
Karolingisches Taufbecken

## Ausstattung

### Taufbecken

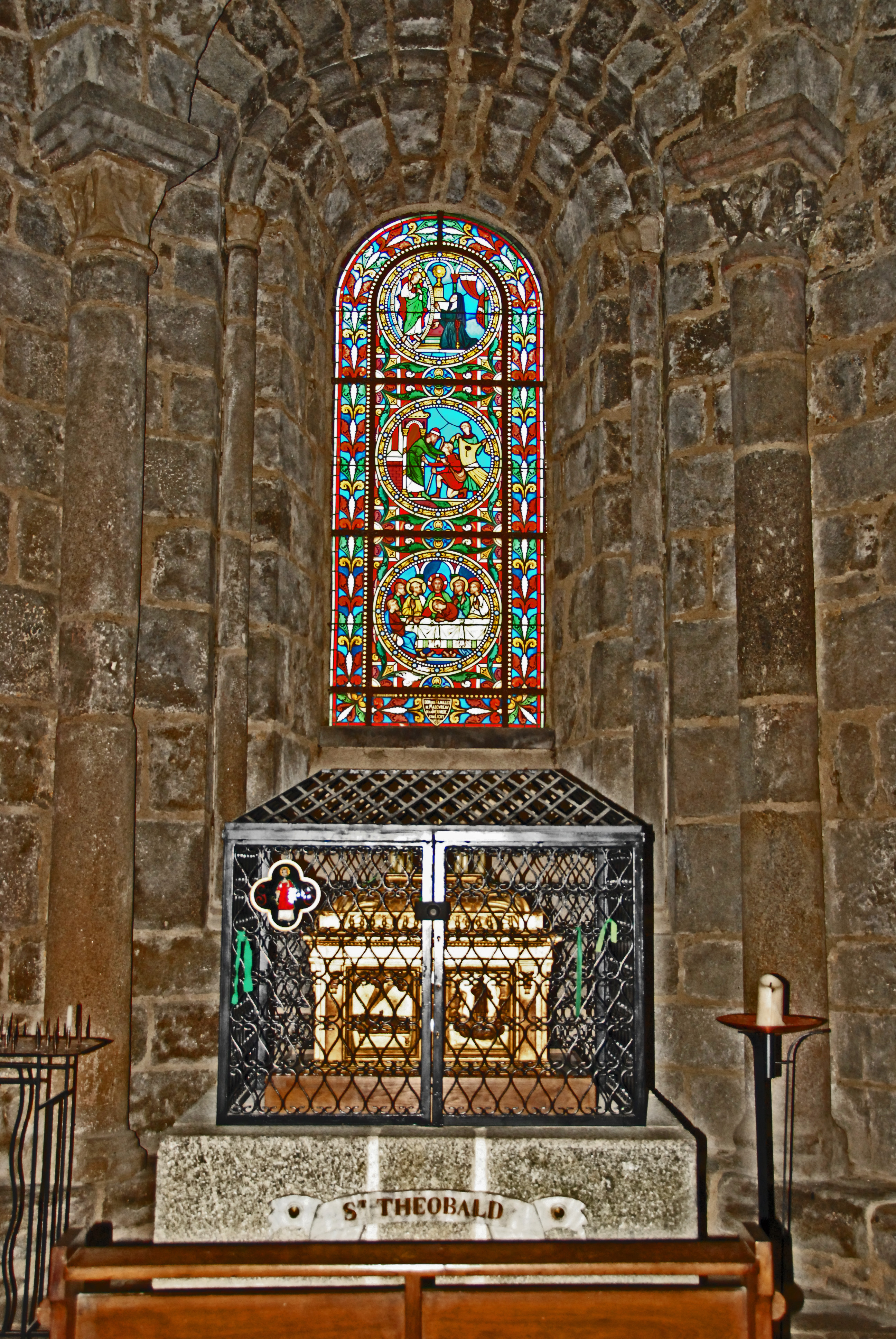
Radialkapelle, St-Theobaldus-Schrein

Etwa zentriert im ersten Mittelschiffjoch steht ein karolingisches (etwa 750 bis 1000) Taufbecken aus einem Monolith aus zart orangefarbenem Granit. Es ist 1,67 Meter lang, 1,52 Meter breit, 0,68 Meter hoch und innen 40 Zentimeter tief. Die Rückwand des Beckens ist im Grundriss halbkreisförmig ausgebuchtet, was darauf hindeutet, dass das Becken einmal an einer Wand gestanden hat, mit einer ebensolchen Nische, in die die Rundung des Beckens genau hinein passte. Da es in der Stiftskirche keine solche Nische gibt, schließt man darauf, dass das Becken aus einem Vorgängerbauwerk stammt. In der Südwand ist in Höhe des Bodens eine kreisrunde Öffnung gebohrt, durch die das Wasser abgelassen werden konnte. Die oberen Kanten der Wandungen weisen innenseitig Falze auf, in die einmal ein Deckel eingelegt werden konnte. Die Größe des Beckens und die vor genannten Details lassen darauf schließen, dass das Becken zur Erwachsenentaufe mit dem Untertauchen des Täuflings gedient hat.
Die westliche Wandung ist dekoriert mit einem Relief von zwei Vierbeinern, die als Löwen identifiziert werden, die mit ihren Rückseiten gegeneinander gekehrt dargestellt sind und deren Schweife über ihre Rücken aufgerichtet sind, die in Palmblättern enden. Diese Schwänze werden als Symbole für Fruchtbarkeit gedeutet. Auf den Kopfseiten des Beckens wiederholen sich die Löwenköpfe noch einmal spiegelbildlich, die auf den Ecken gegeneinanderstoßen. Nach der französischen Quelle sollen ähnlich gestaltete Löwen in der Pfalzkapelle Karls des Großen gefunden worden sein.

### Orgel

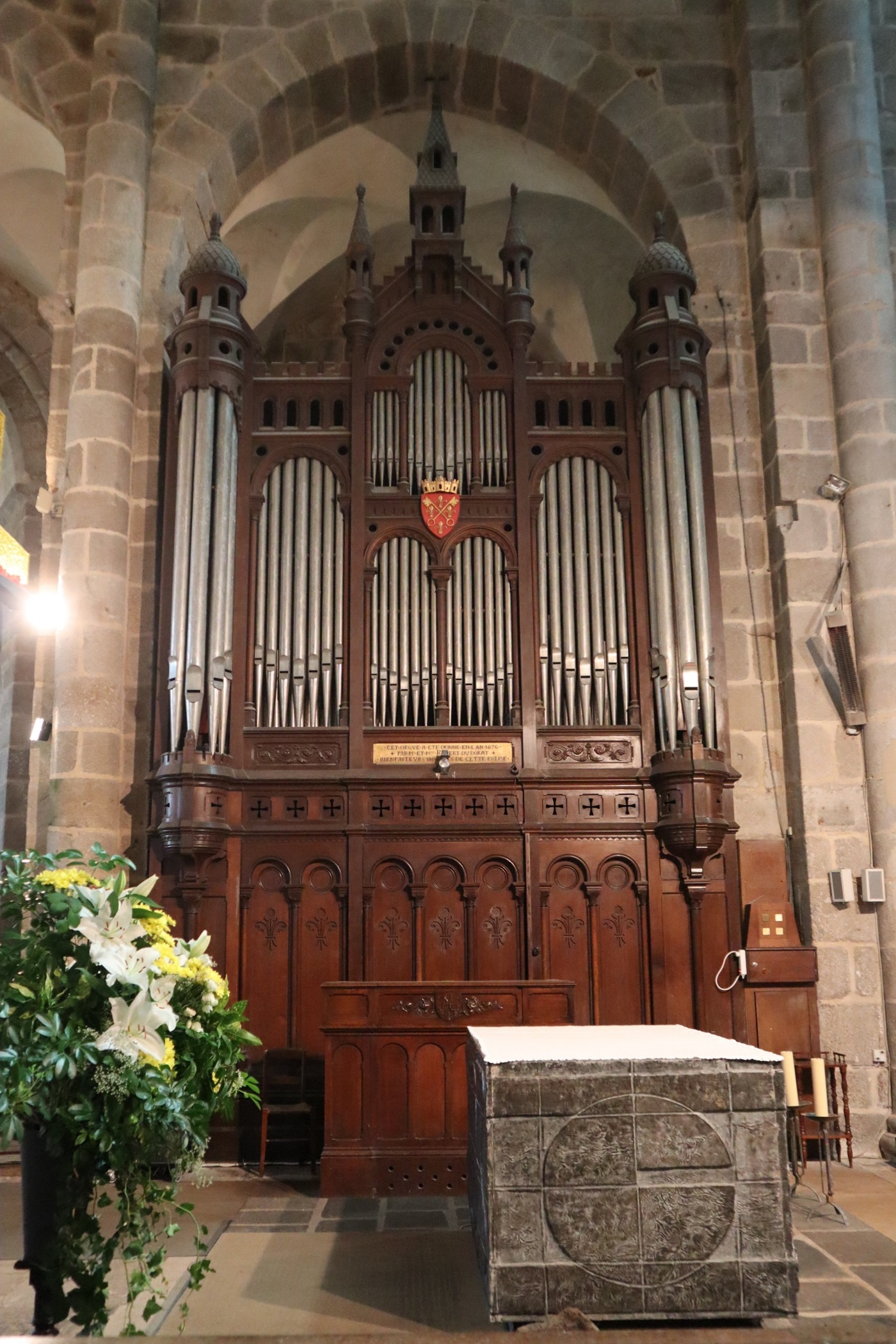
Chororgel von Aristide Cavaillé-Coll

Die Chororgel ist ein nahezu unversehrtes Instrument aus der Werkstatt von Aristide Cavaillé-Coll, einem Orgelhersteller aus Paris. Sie geht zurück auf eine wohltätige Stiftung der Eheleute Roberts von Le Dorat im Jahr 1876, was auf einer Plakette auf dem Gehäuse dokumentiert ist. Sie wurde im Jahr 1962 restauriert. Das Instrument hat 20 Register auf zwei Manualwerken; die Register des Pedals sind Transmissionen aus dem Hauptwerk (Grand Orgue).

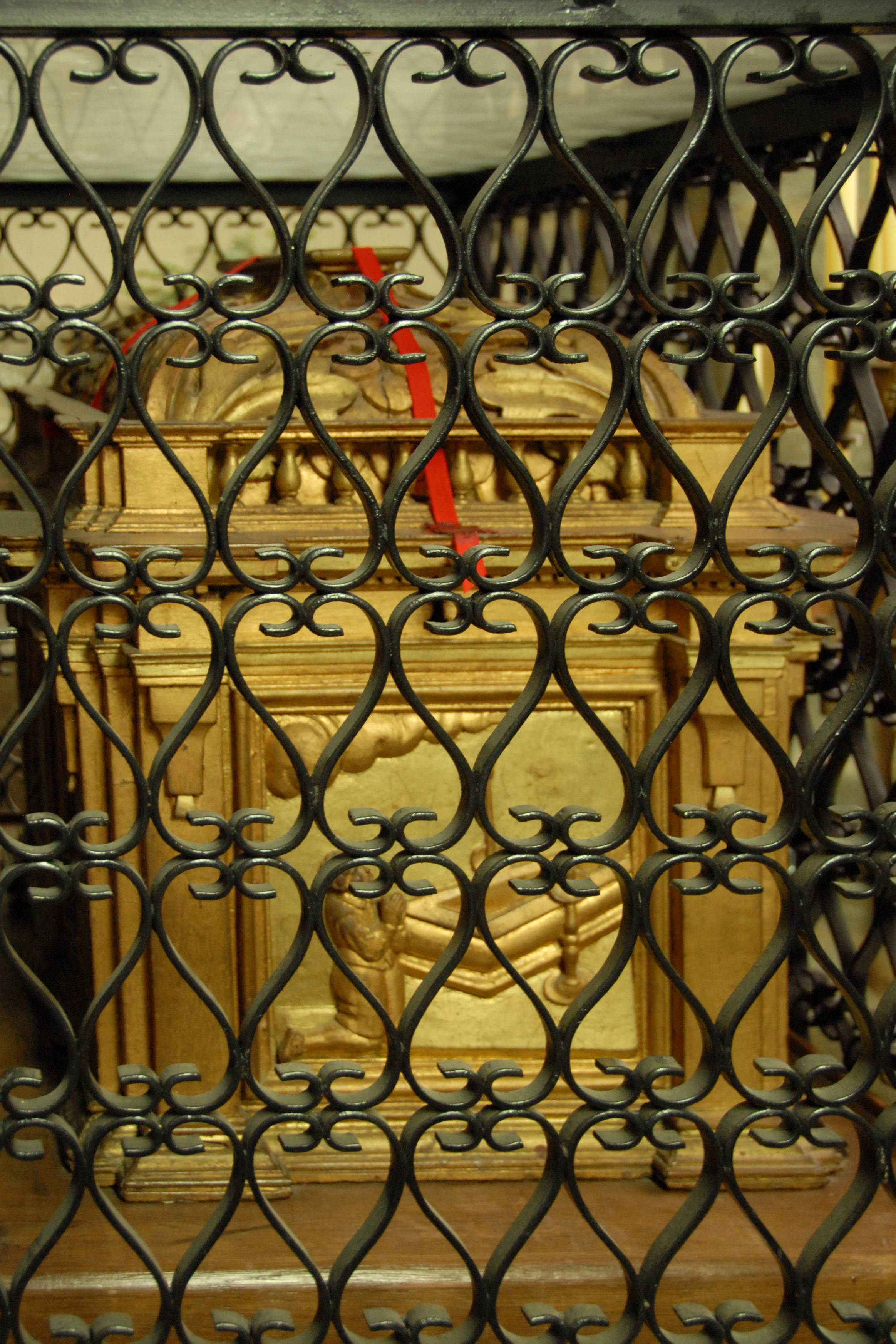
Schrein des St-Israel

| I Grand Orgue C–f3 |                           |     |
| 01.                | Bourdon                   | 16′ |
| 02.                | Montre                    | 08′ |
| 03.                | Bourdon                   | 08′ |
| 04.                | Salicional                | 08′ |
| 05.                | Flûte Harmonique          | 08′ |
| 06.                | Prestant                  | 04′ |
| 07.                | Octave                    | 04′ |
| 08.                | Doublette                 | 02′ |
| 09.                | Plein-Jeu Harmonique II-V |     |
| 10.                | Trompette                 | 08′ |
| 11.                | Basson                    | 08′ |
| 12.                | Clairon                   | 04′ |

| II Récit expressif c0–g3 |                        |     |
| 13.                      | Flûte Traversière      | 08′ |
| 14.                      | Viole de Gambe         | 08′ |
| 15.                      | Voix Céleste           | 08′ |
| 16.                      | Flûte Octaviante       | 04′ |
| 17.                      | Octavin                | 02′ |
| 18.                      | Trompette              | 08′ |
| 19.                      | Cor Anglais – Hautbois | 08′ |
| 20.                      | Voix Humaine           | 08′ |

| Pédale C–f1 |                      |     |
| 21.         | Soubasse (= Nr. 1)   | 16′ |
| 22.         | Basse (= Nr. 3)      | 08′ |
| 23.         | Trompette (= Nr. 10) | 08′ |
| 24.         | Basson (= Nr. 11)    | 08′ |

- Koppeln: II/I, I/P

### Reliquienschreine
In zwei der Radialkapellen sind die im 17. Jahrhundert geschaffenen Schreine aus vergoldetem Holz ausgestellt, die die Reliquien der Schutzheiligen von Dorat, St-Israël und St-Theobald enthalten. Ihre jüngeren schmiedeeisernen Einfassungen stehen auf breiteren Sockeln aus Granit.

### Skulptur des heiligen Petrus
Im dritten Mittelschiffjoch ist vor einem südlichen Pfeiler eine große Statue des St-Pierre aus schwarz gefärbtem Gips aufgestellt, dessen rechter Fuß aus Bronze hergestellt ist. Es sitzt auf einem Thron und erhebt seine Rechte zum Segensgestus.